# 優良ホール100選
優良ホール100選（ゆうりょうホールひゃくせん）は、日本音響家協会が劇場、コンサートホール、多目的ホールなど優秀なホールを称える制度。

## 概要
一般社団法人日本音響家協会が2000年（平成12年）4月に「音響家が選ぶ優良ホール100選」として選定。2013年（平成25年）4月から日本劇場技術者連盟からの推選も加えることになったことから名称を変更し、「施設を利用する人達からみて使いやすいホール」を選定するため、会員からの推薦をもとに日本音響家協会の評議員によって審査を行なっている。
現在、日本劇場技術者連盟は推選団体になっていない。

## 認定基準
優良ホールとは、使いやすい・居心地のよい・創造意欲が涌く・良い仕事ができるホールのことで、以下の評価項目の半数を満たしている必要がある。また、対象施設は官民、運営形態による区別はしない。
1. 舞台設備が十分に維持管理されていて、うまく機能している。保守・修理・清掃等が十分に行われ、機材リストにある機器を常時使用できる状態にしてある。
2. 運用スタッフが十分な技術力を持っている。
3. 運用スタッフが高いモラルを持ち人格的に優れていて、ホールで上演される芸能に精通し、優良な上演ができるように外来スタッフに対して協力的である。
4. スタッフ間の十分な意思の疎通があり、円滑かつ安全に業務を行っている。
5. 利用受付から上演、撤収まで、利用者に対する運用スタッフの応対が良好である。

また、管理運営形態が変わった場合には再審査を実施、指定管理者が変更になった場合は以前の指定管理者に認定辞退をお願いしている。

## 選定ホール一覧
2022年4月1日現在

### 北海道・東北
- 朝日町サンライズホール（北海道士別市）
- 旭川市大雪クリスタルホール（北海道旭川市）
- まなみーる 岩見沢市民会館・文化センター（北海道岩見沢市）[3]
- 札幌市教育文化会館（札幌市中央区）
- 札幌コンサートホールKitara（札幌市中央区）
- 札幌サンプラザホール（札幌市北区）
- 札幌市生涯学習総合センター「ちえりあ」（札幌市西区）
- 札幌文化芸術劇場「hitaru」（札幌市）
- 北広島市芸術文化ホール・花ホール（北海道北広島市）
- だて歴史の杜カルチャーセンター（北海道伊達市）
- 浦河町総合文化会館（北海道浦河郡浦河町）
- 斜里町公民館・ゆめホール知床（北海道斜里郡斜里町）
- 帯広市民文化ホール（北海道帯広市）
- 音更町文化センター（北海道音更町）
- 遠軽町芸術文化交流プラザ（北海道遠軽町）
- 中新田バッハホール（宮城県加美郡加美町）
- 白河市文化センター（福島県白河市）※2016年10月23日閉館

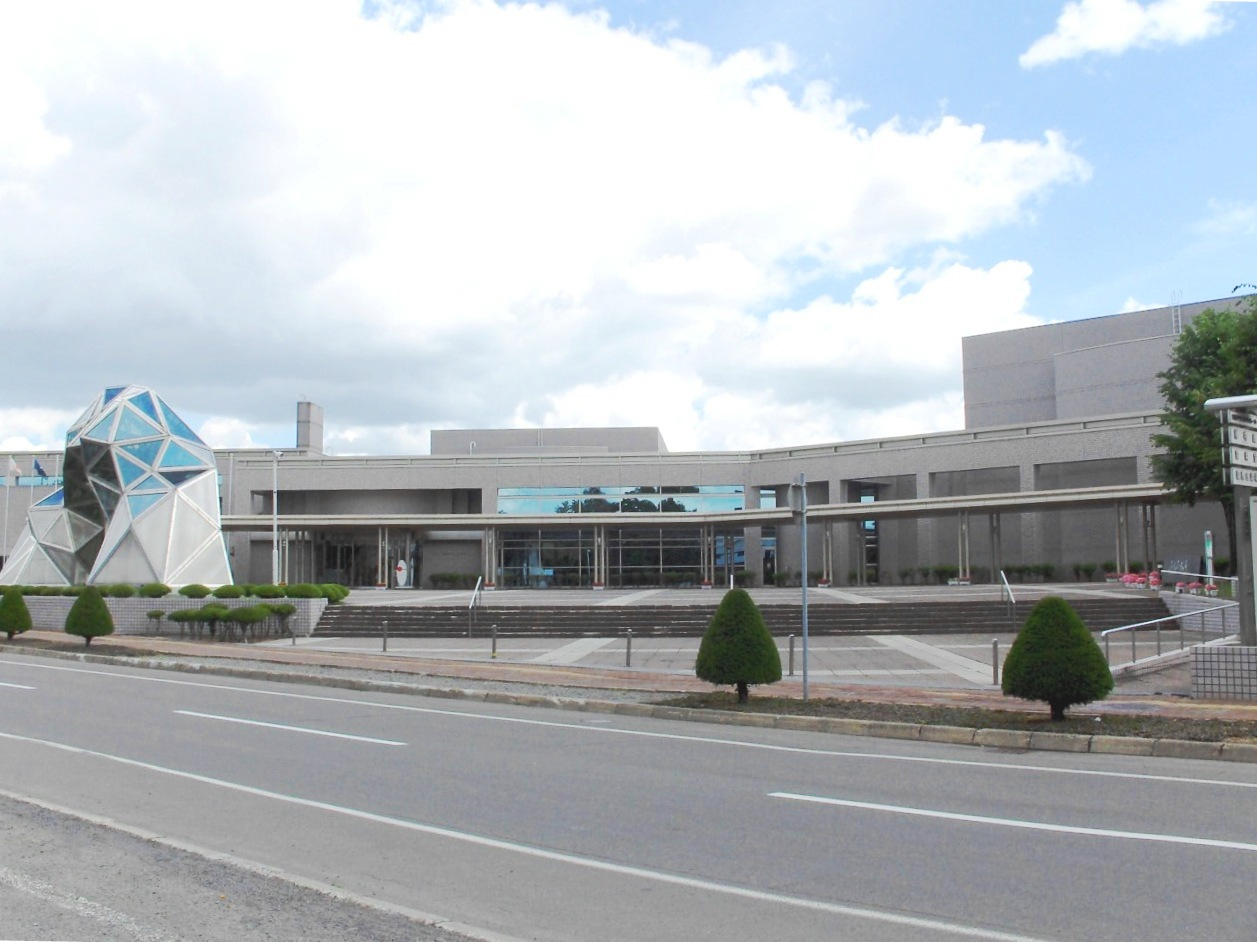
旭川市大雪クリスタルホール（2007年）
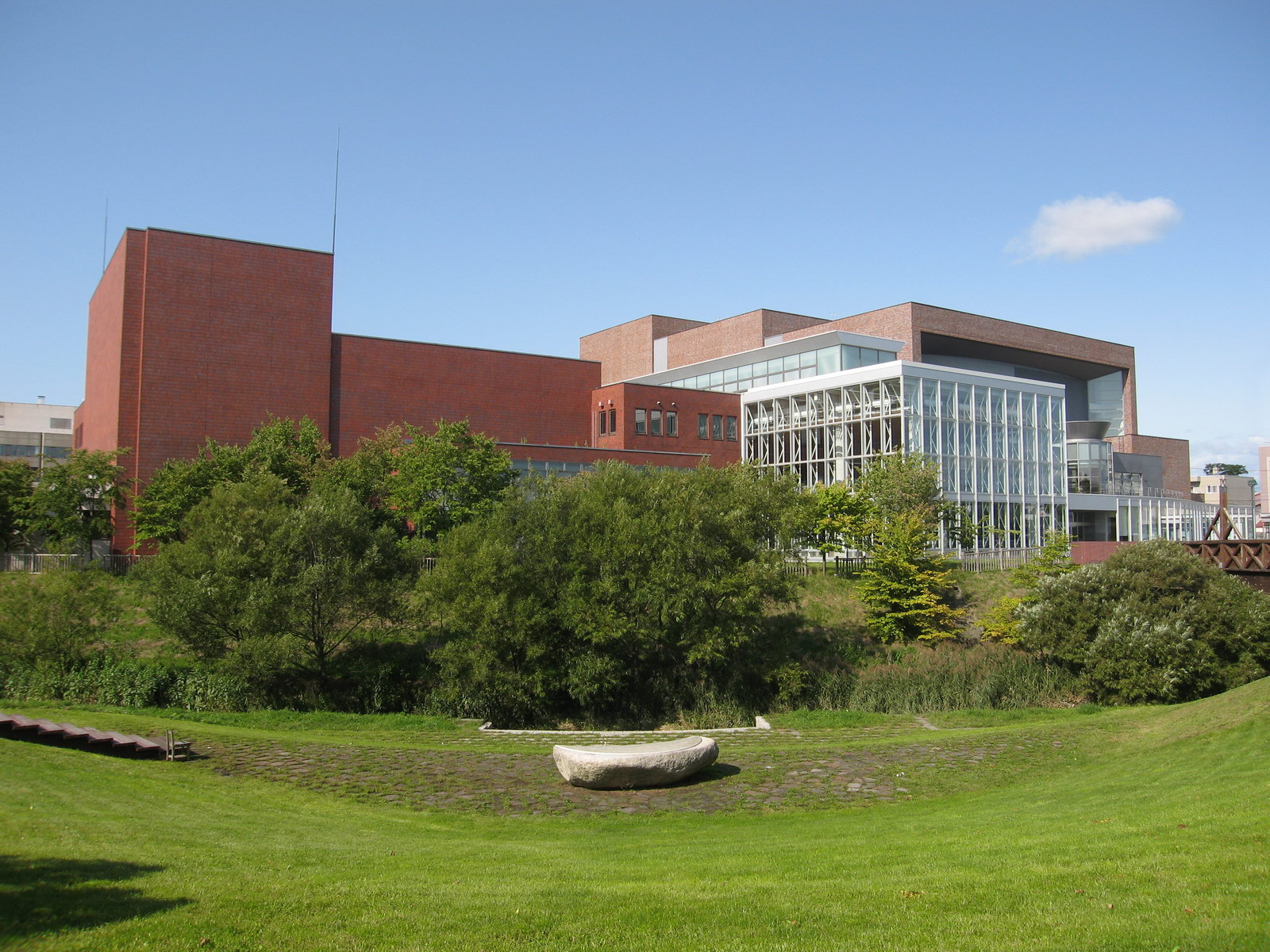
岩見沢市民会館・文化センター（2007年9月）
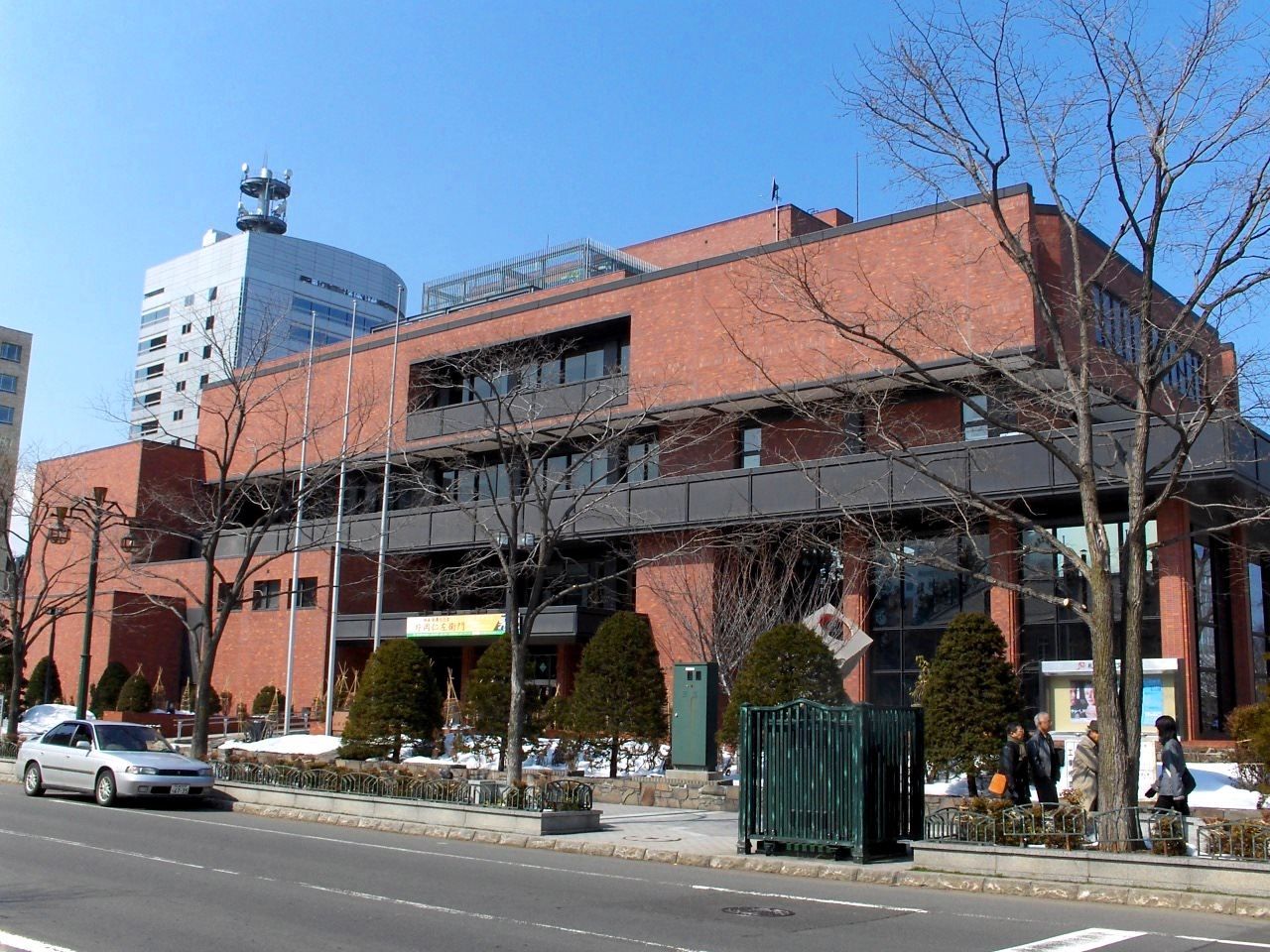
札幌市教育文化会館（2007年3月）
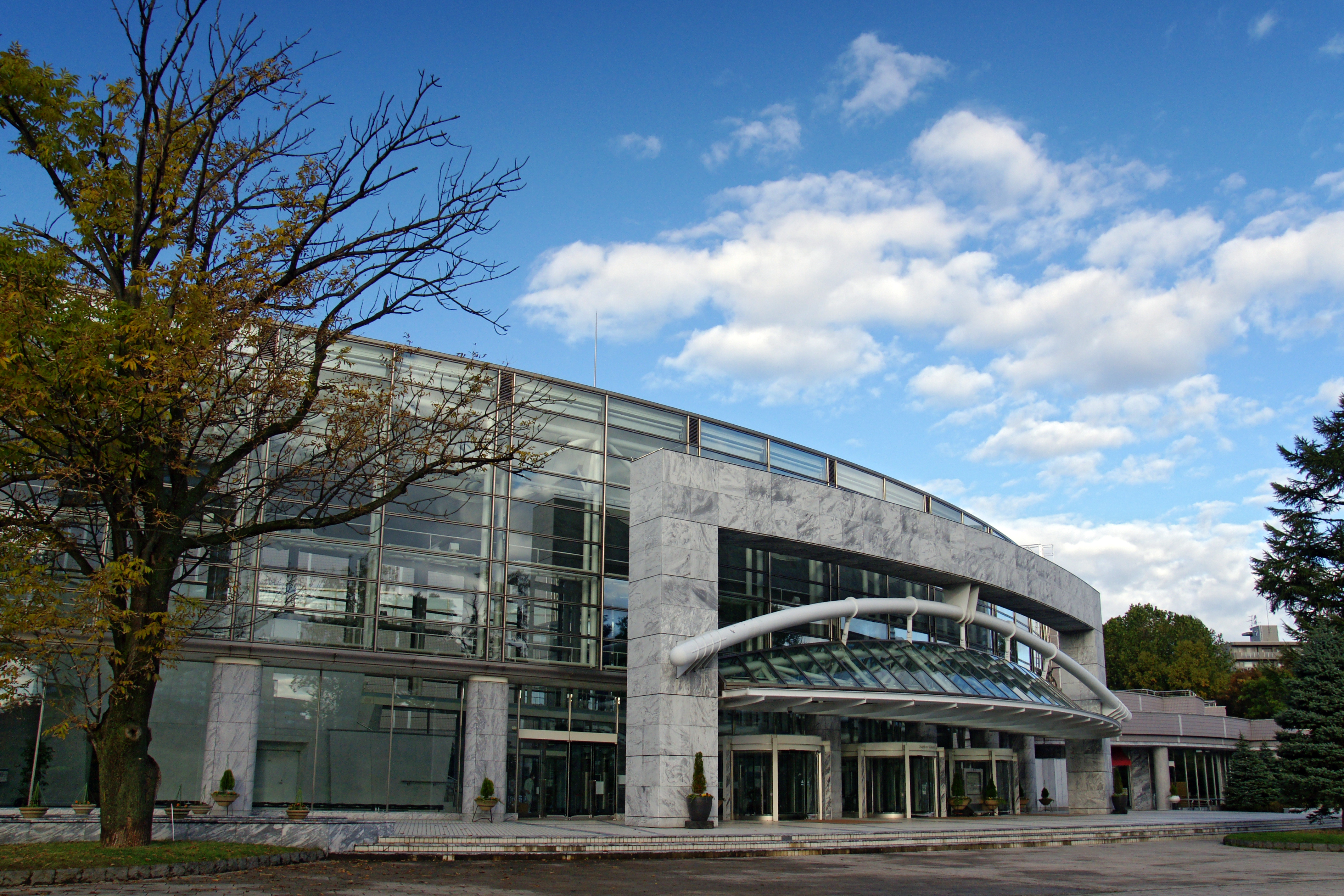
札幌コンサートホールKitara（2009年10月）
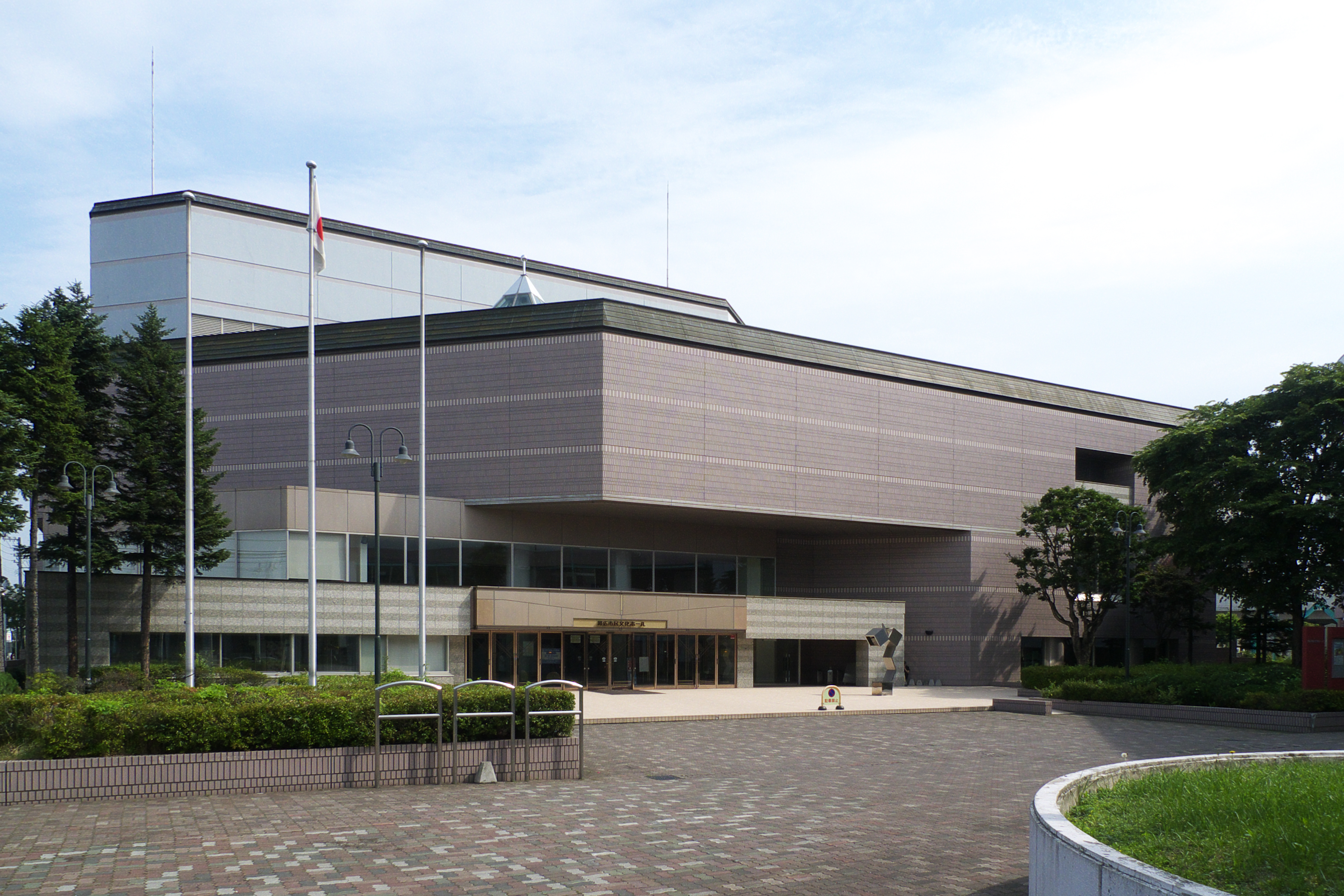
帯広市民文化ホール（2015年7月）
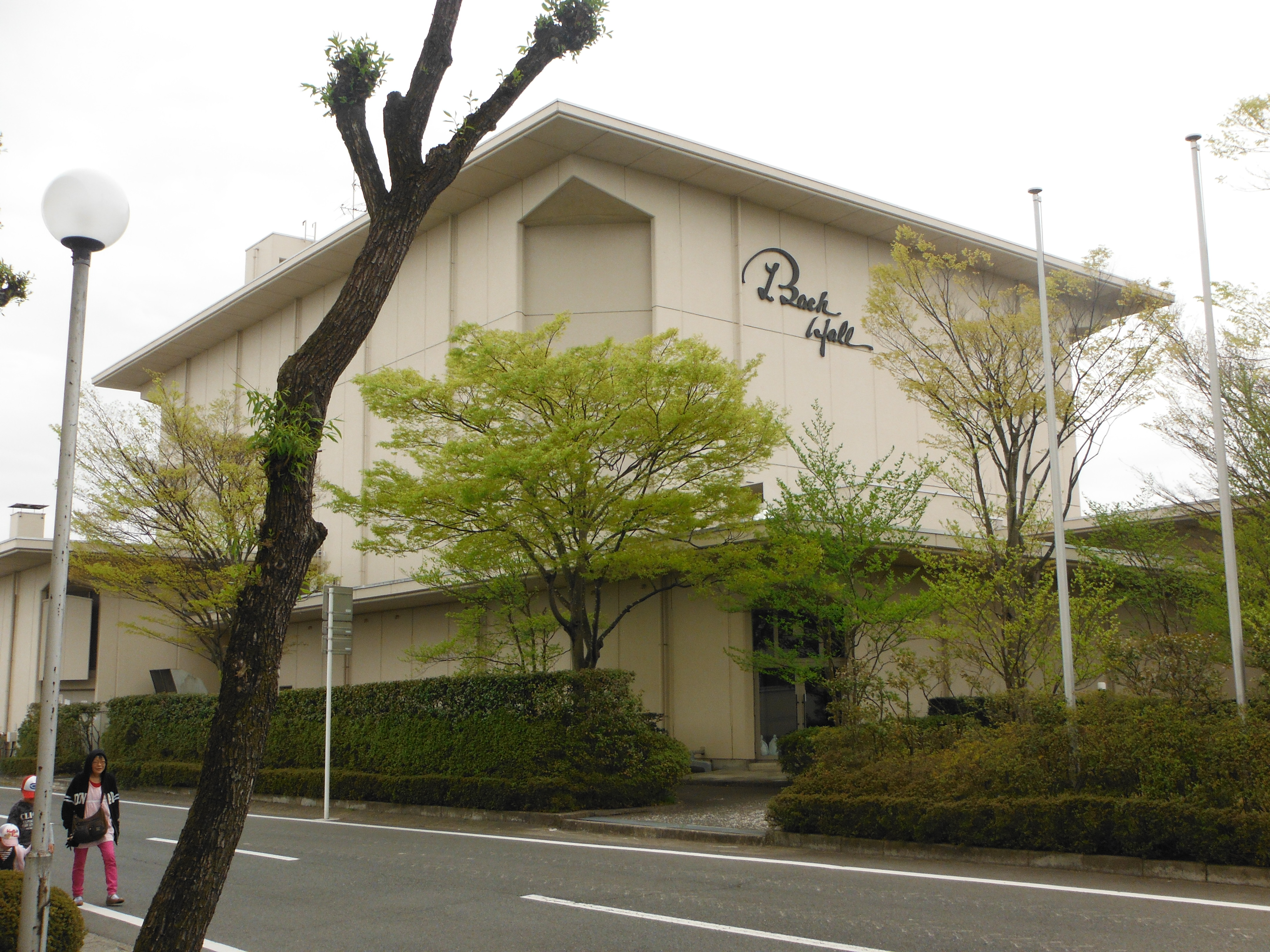
中新田バッハホール（2014年4月）

### 関東
- 那須野が原ハーモニーホール（栃木県大田原市）
- 栃木県総合文化センター（栃木県宇都宮市）
- 彩の国さいたま芸術劇場（さいたま市中央区）
- 埼玉会館（さいたま市浦和区）
- 松戸市民劇場（千葉県松戸市）
- 千葉県文化会館（千葉市中央区）
- 青葉の森公園芸術文化ホール（同上）
- 千葉県東総文化会館（千葉県旭市）
- 府中の森芸術劇場（東京都府中市）
- 東京芸術劇場 （東京都豊島区）
- 世田谷パブリックシアター（東京都世田谷区）
- 中野サンプラザホール（東京都中野区）※2023年7月2日閉館
- 日本製鉄紀尾井ホール（東京都千代田区）
- 津田ホール（東京都渋谷区）※2015年3月31日閉館[4]
- 渋谷公会堂（東京都渋谷区）※2015年10月4日閉館[5][注釈 1]
- かめありリリオホール（東京都葛飾区）
- 横浜アリーナ（横浜市港北区）

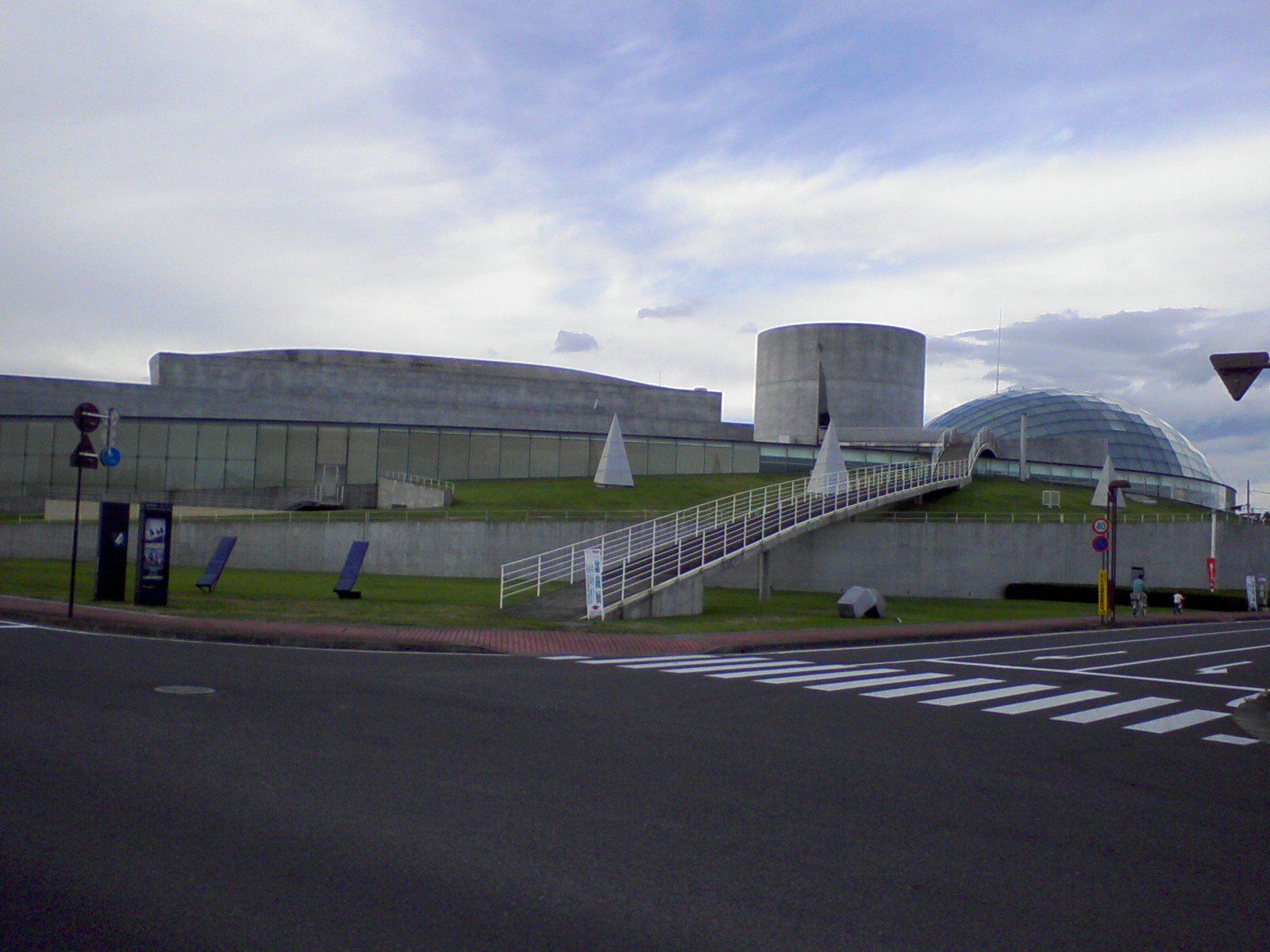
那須野が原ハーモニーホール（2007年10月）
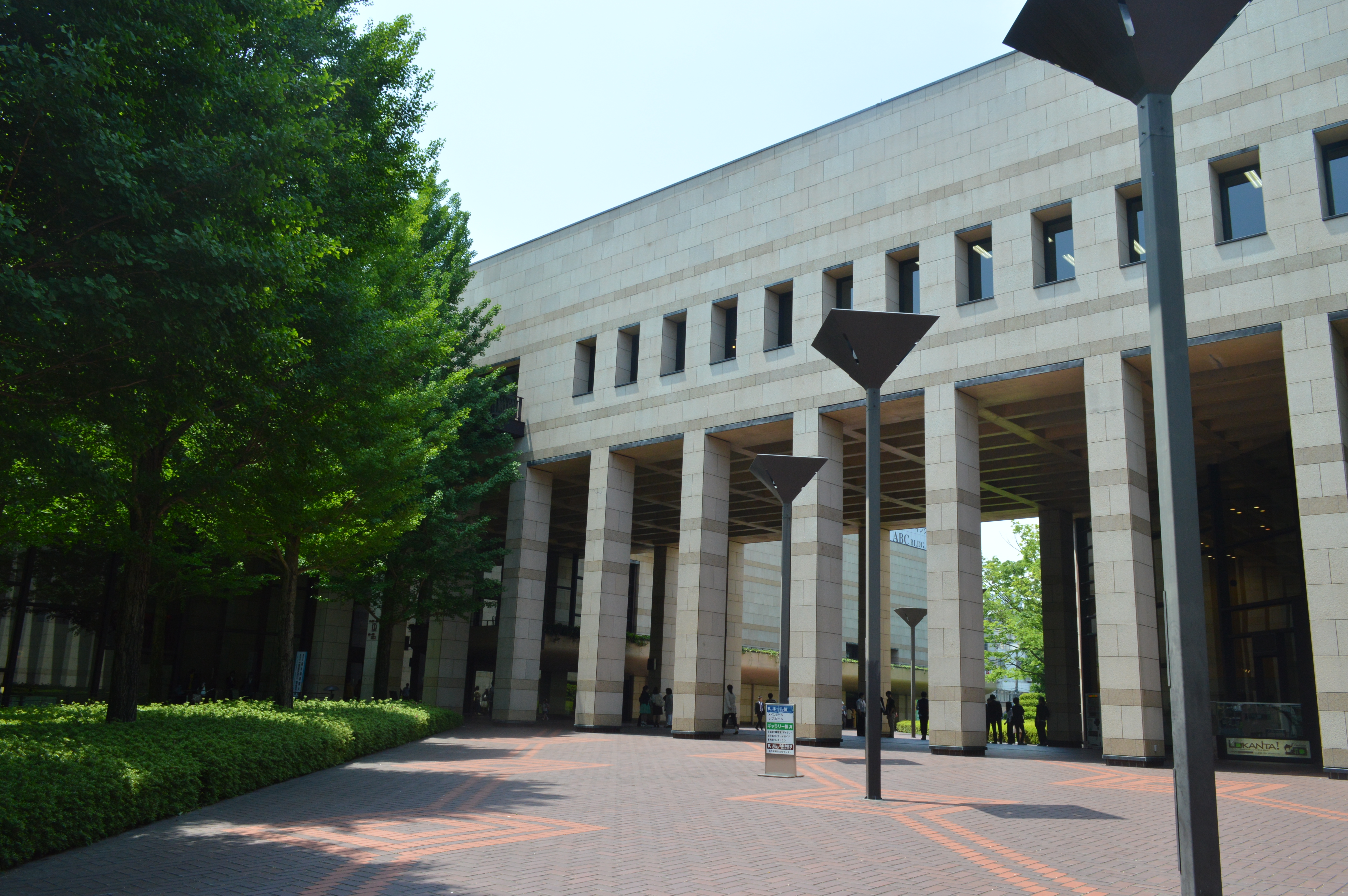
栃木県総合文化センター（2016年）
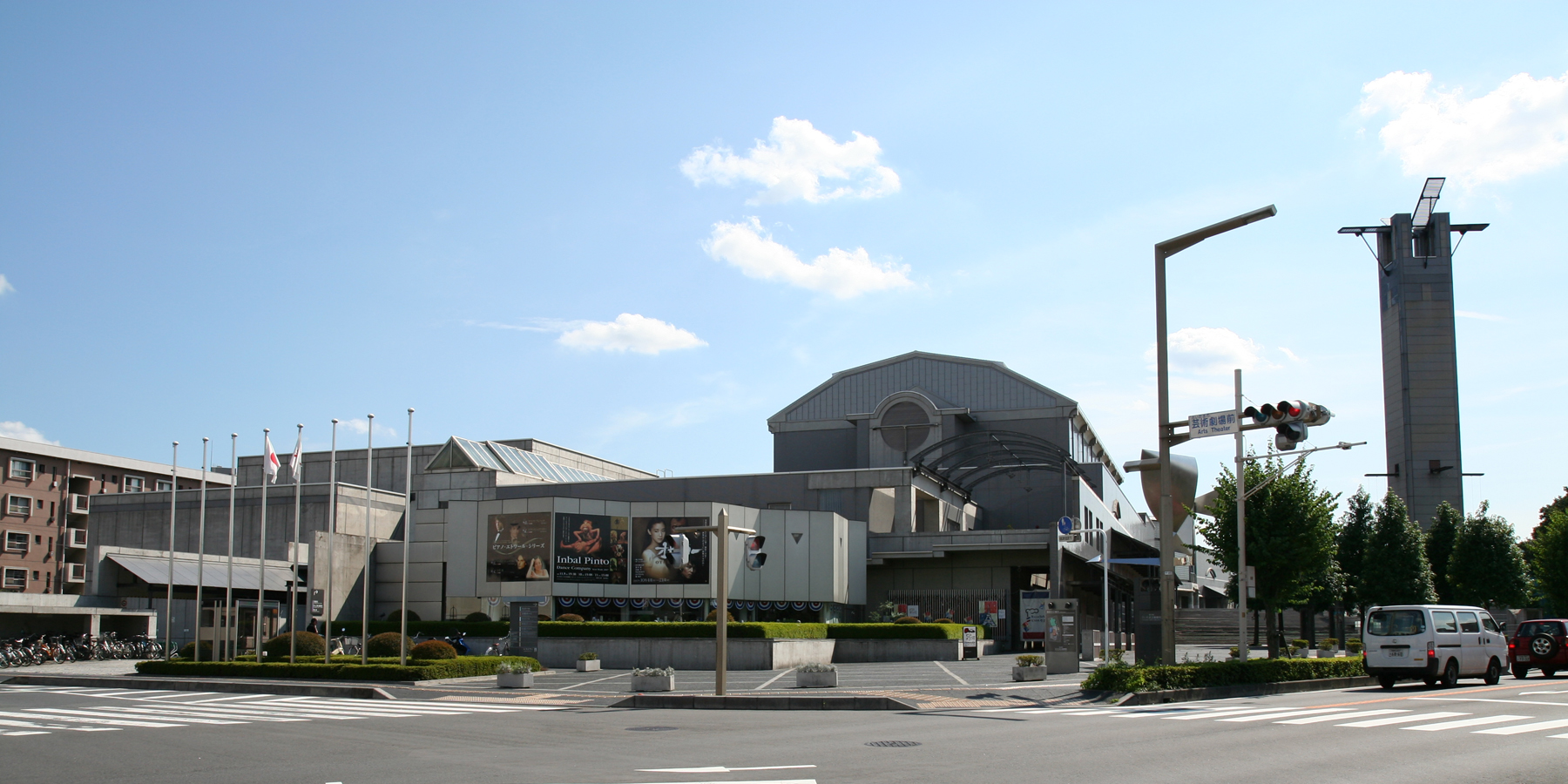
彩の国さいたま芸術劇場（2007年8月）
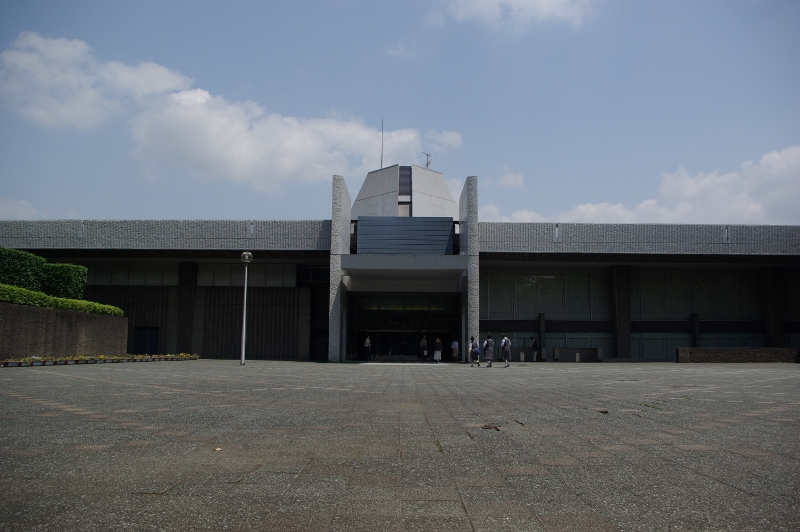
千葉県文化会館（2010年6月）
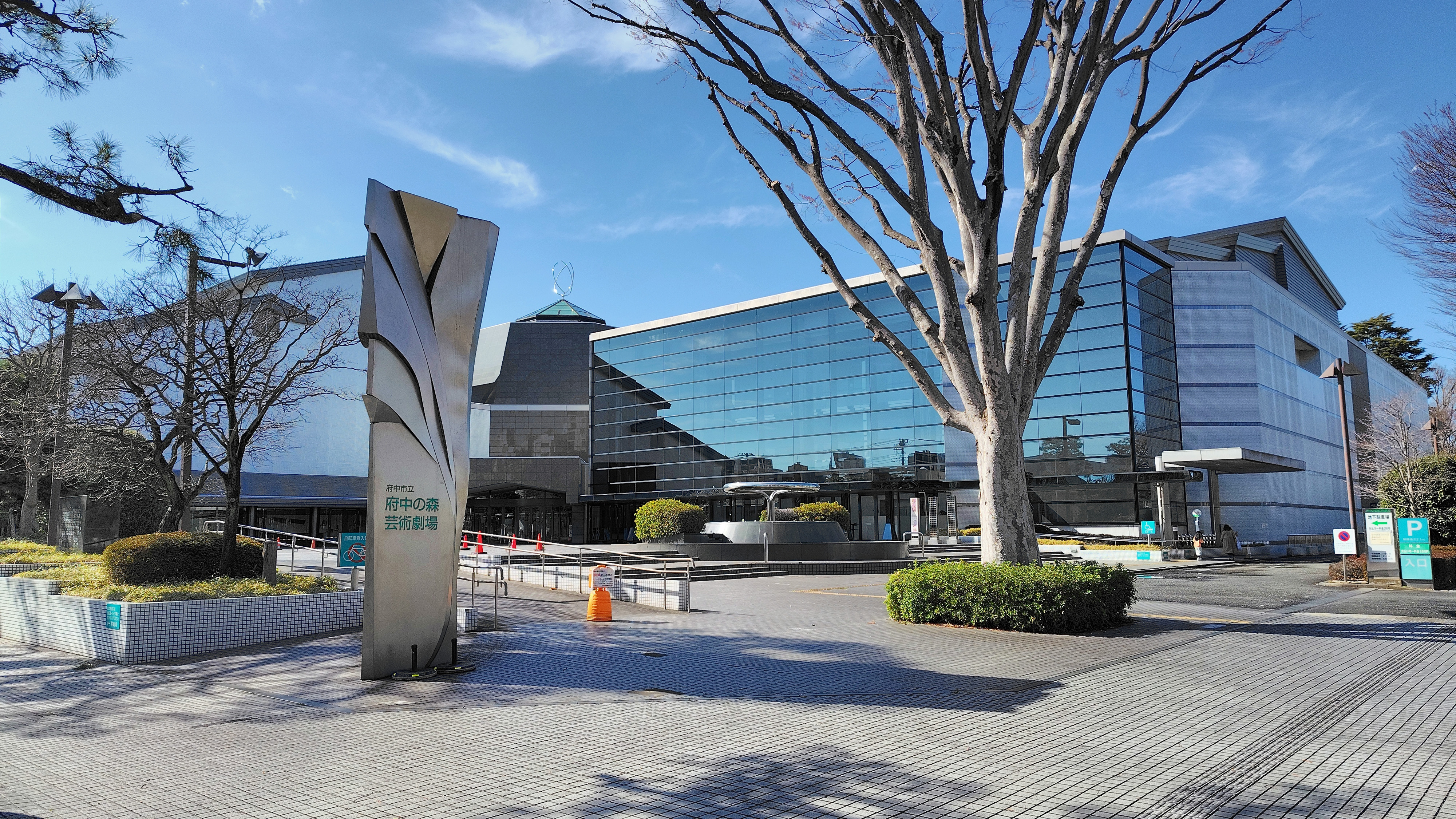
府中の森芸術劇場（2024年3月）
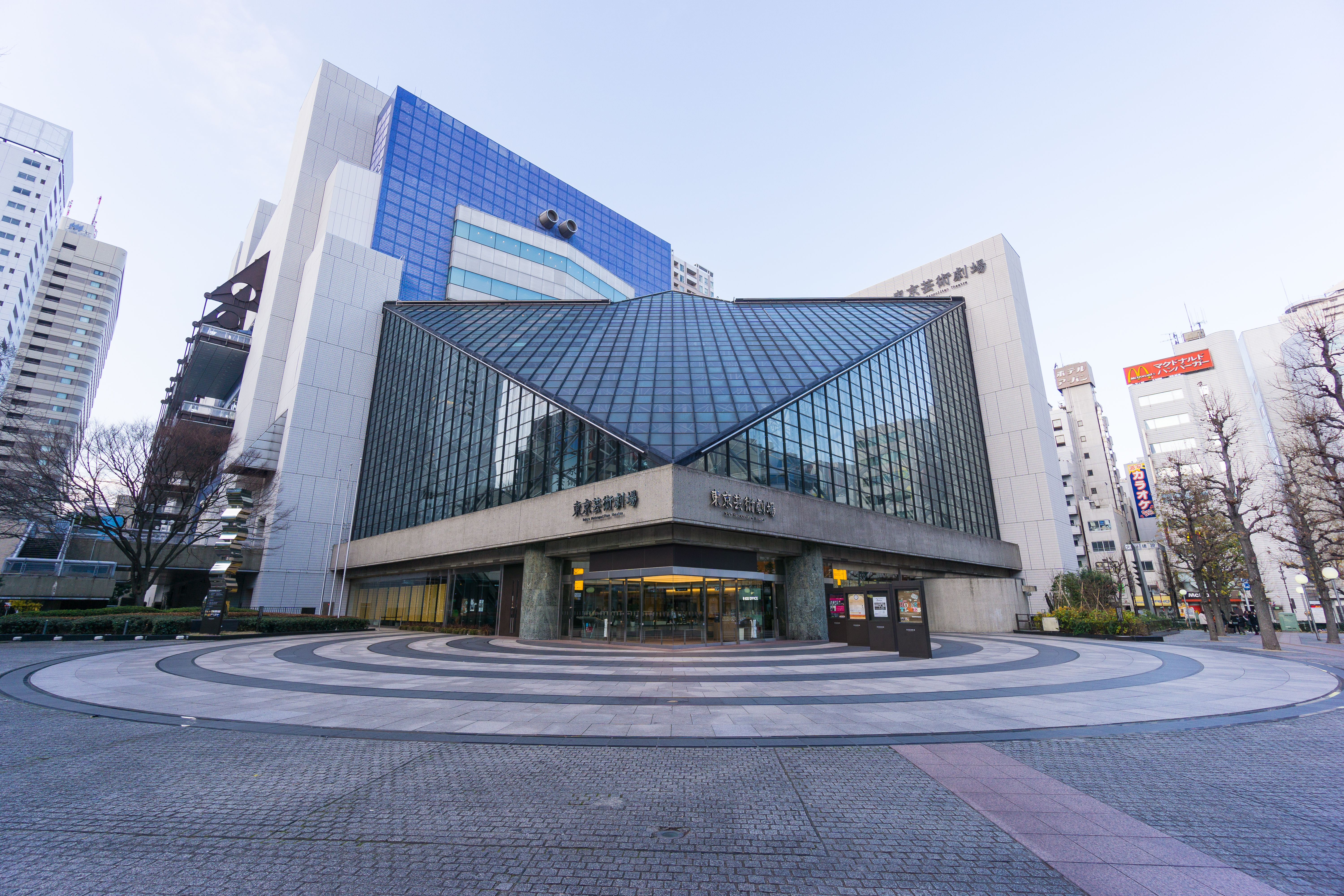
東京芸術劇場（2014年12月）
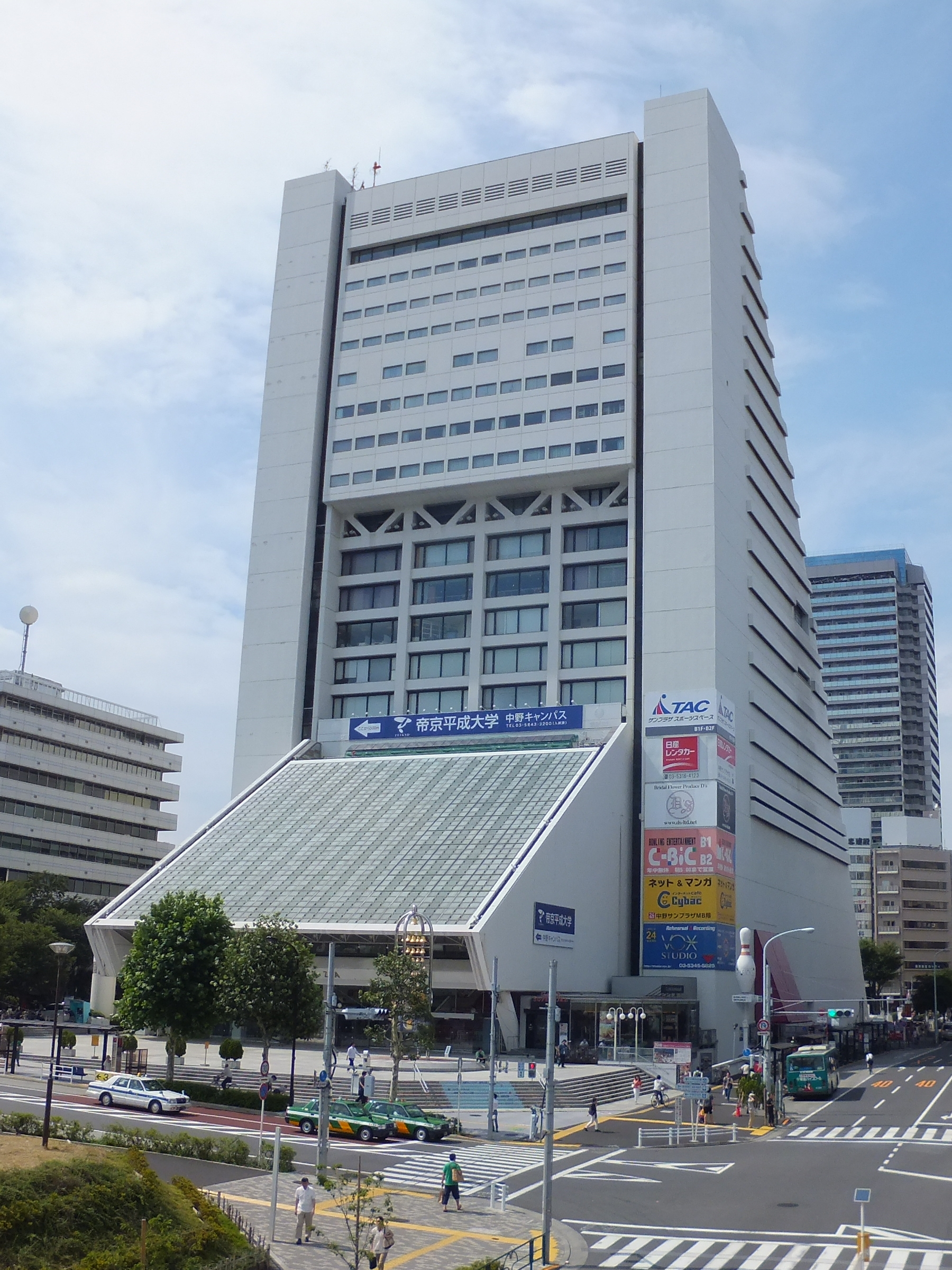
中野サンプラザ（2013年7月）
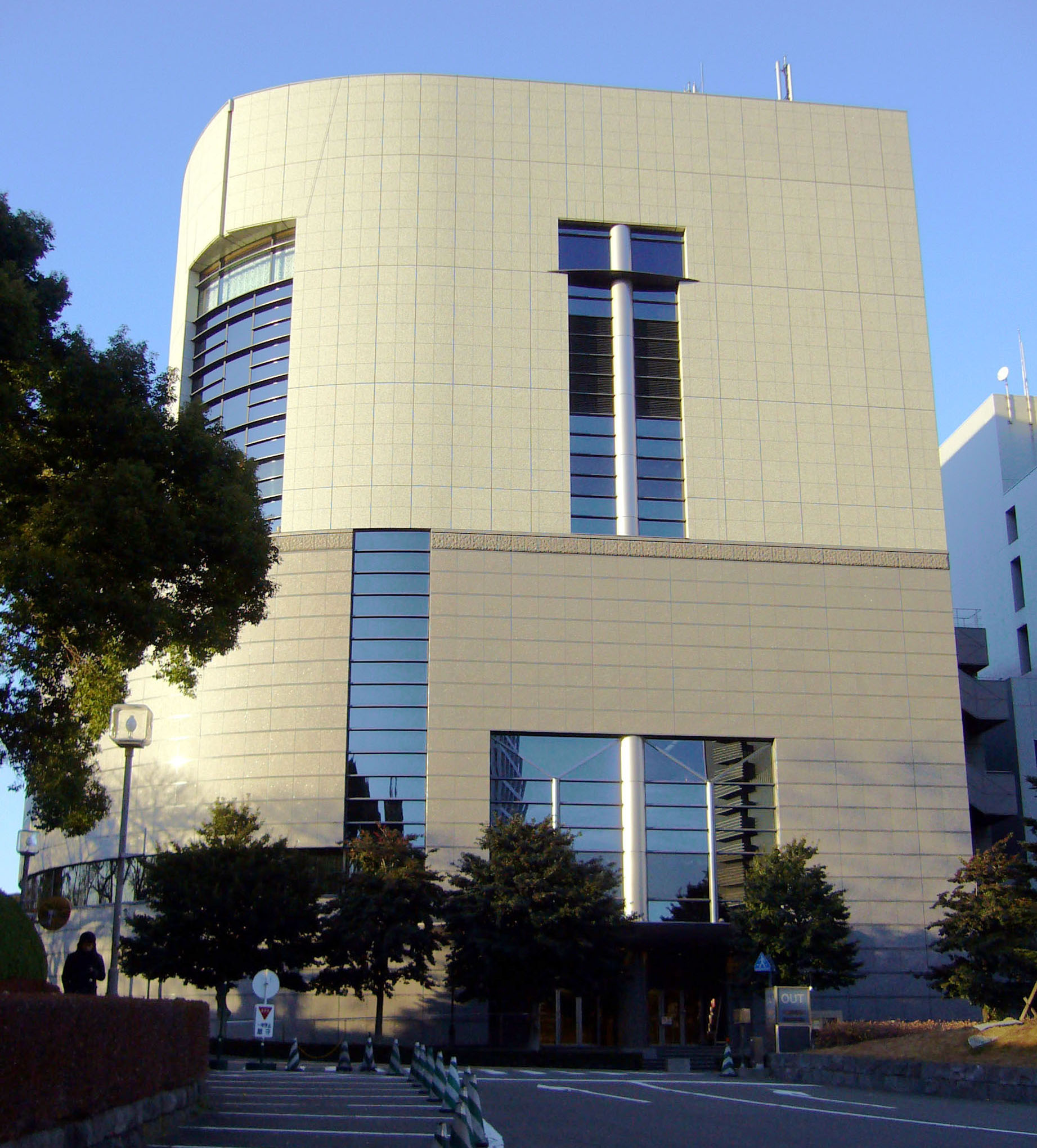
紀尾井ホール（2012年1月）
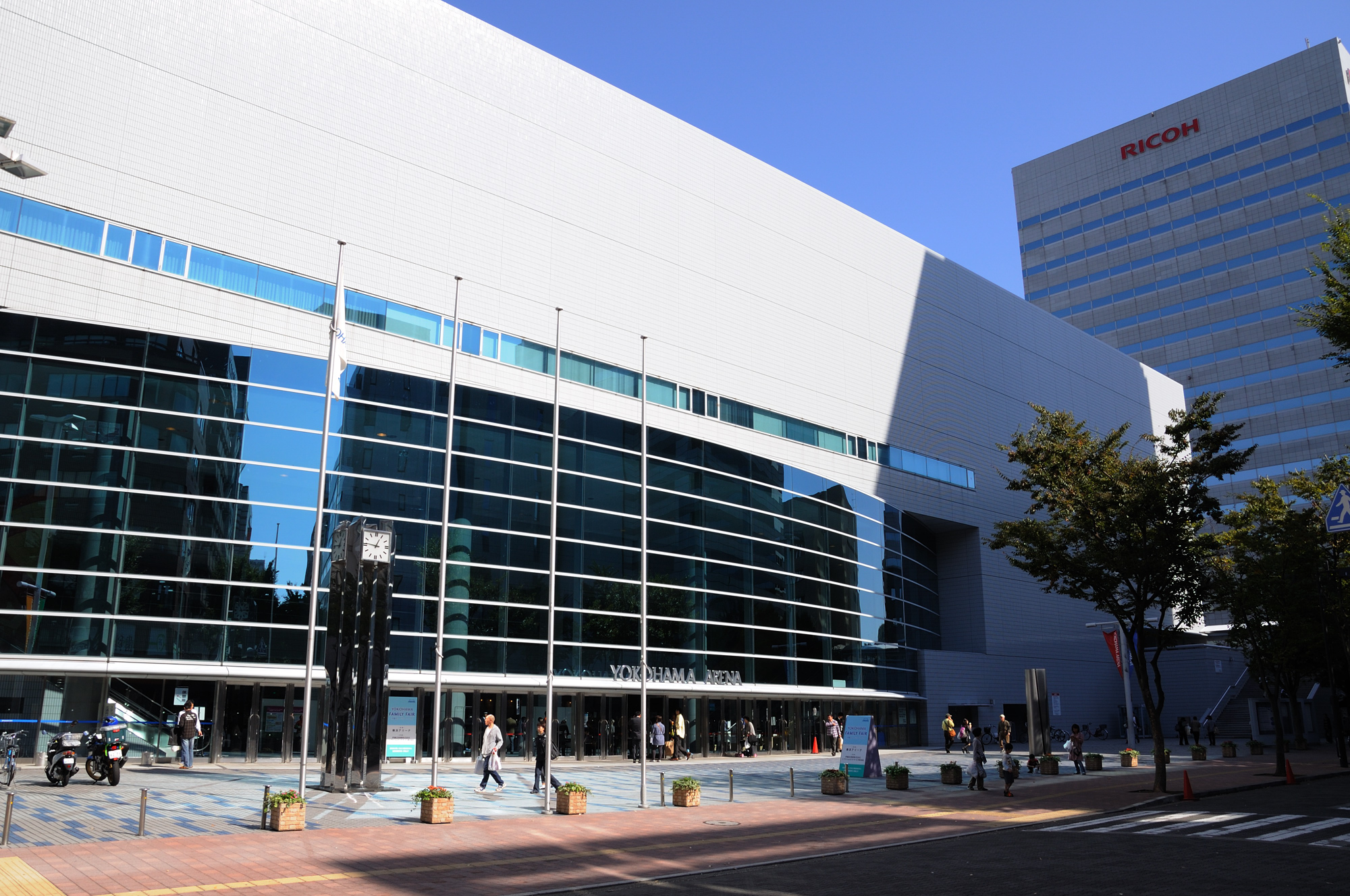
横浜アリーナ（2012年10月）

### 中部
- 入善町民会館（コスモホール）（富山県下新川郡入善町）
- 新川文化ホール（ミラージュホール）（富山県魚津市）
- 黒部市国際文化センターコラーレ（富山県黒部市）
- 富山県民会館（富山県富山市）
- 富山市芸術文化ホール・オーバードホール（富山県富山市）
- 富山県教育文化会館（富山県富山市）
- 富山県高岡文化ホール（富山県高岡市）
- 津幡町文化会館「シグナス」（石川県河北郡津幡町）
- コスモアイル羽咋（石川県羽咋市）
- 金沢歌劇座（石川県金沢市）
- 金沢21世紀美術館「シアター21」（石川県金沢市）
- YURI文化情報交流館・ハートピア春江（福井県坂井市）
- みくに文化未来館（福井県坂井市）
- 新潟市民芸術文化会館・りゅーとぴあ（新潟市中央区）
- 新潟県民会館（新潟市）
- まつもと市民芸術館（長野県松本市）
- 富士市文化会館ロゼシアター（静岡県富士市）
- 焼津市文化センター（静岡県焼津市）
- 岐阜市民会館（岐阜県岐阜市）
- 長良川国際会議場（岐阜県岐阜市）
- 大垣市スイトピアセンター（岐阜県大垣市）
- 稲沢市民会館（愛知県稲沢市）
- 春日井市民会館（愛知県春日井市）
- 愛知県芸術劇場（愛知県名古屋市）
- 長久手市文化の家（愛知県長久手市）
- 幸田町民会館（愛知県幸田町）

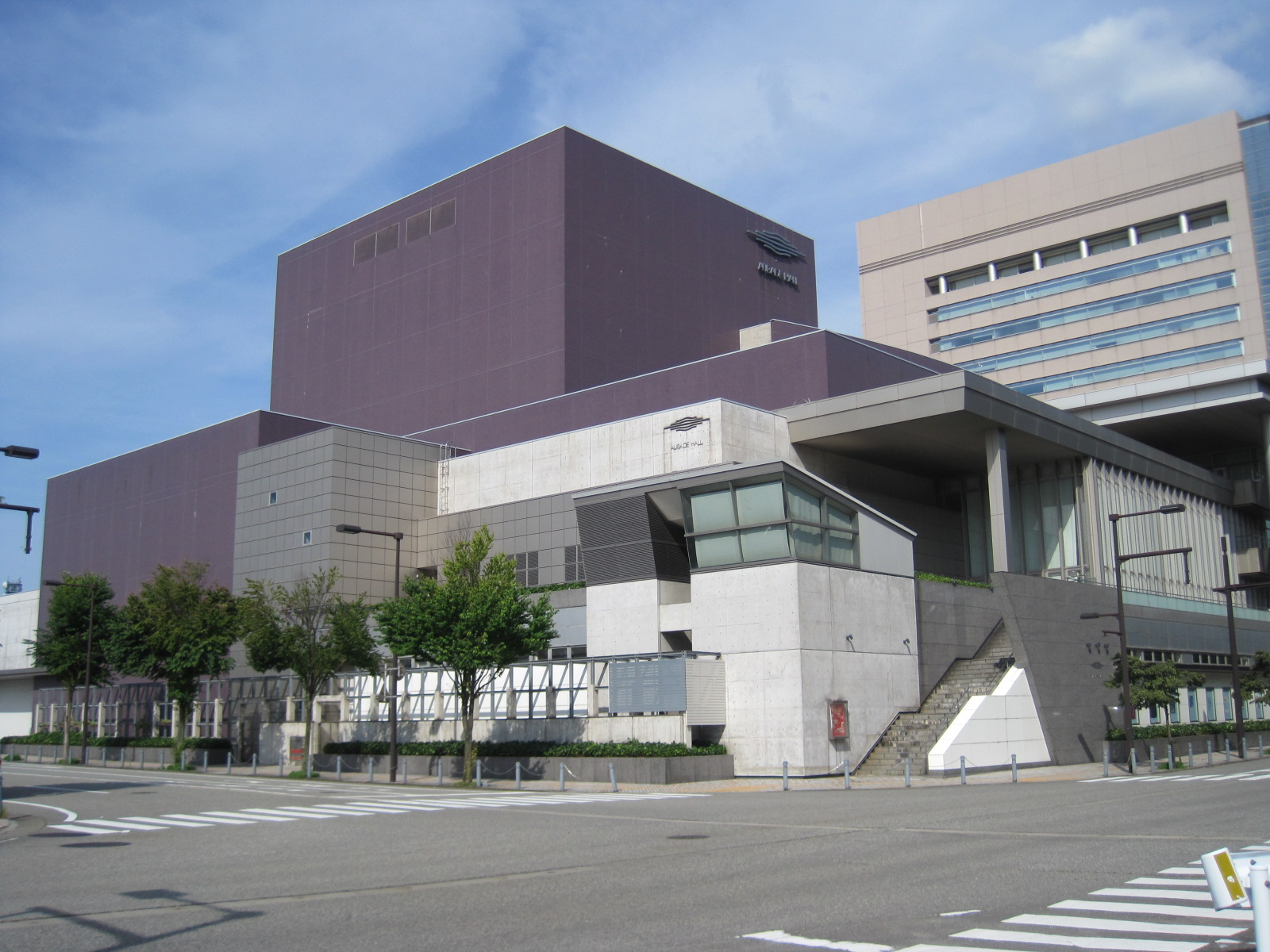
富山市芸術文化ホール（2010年7月）
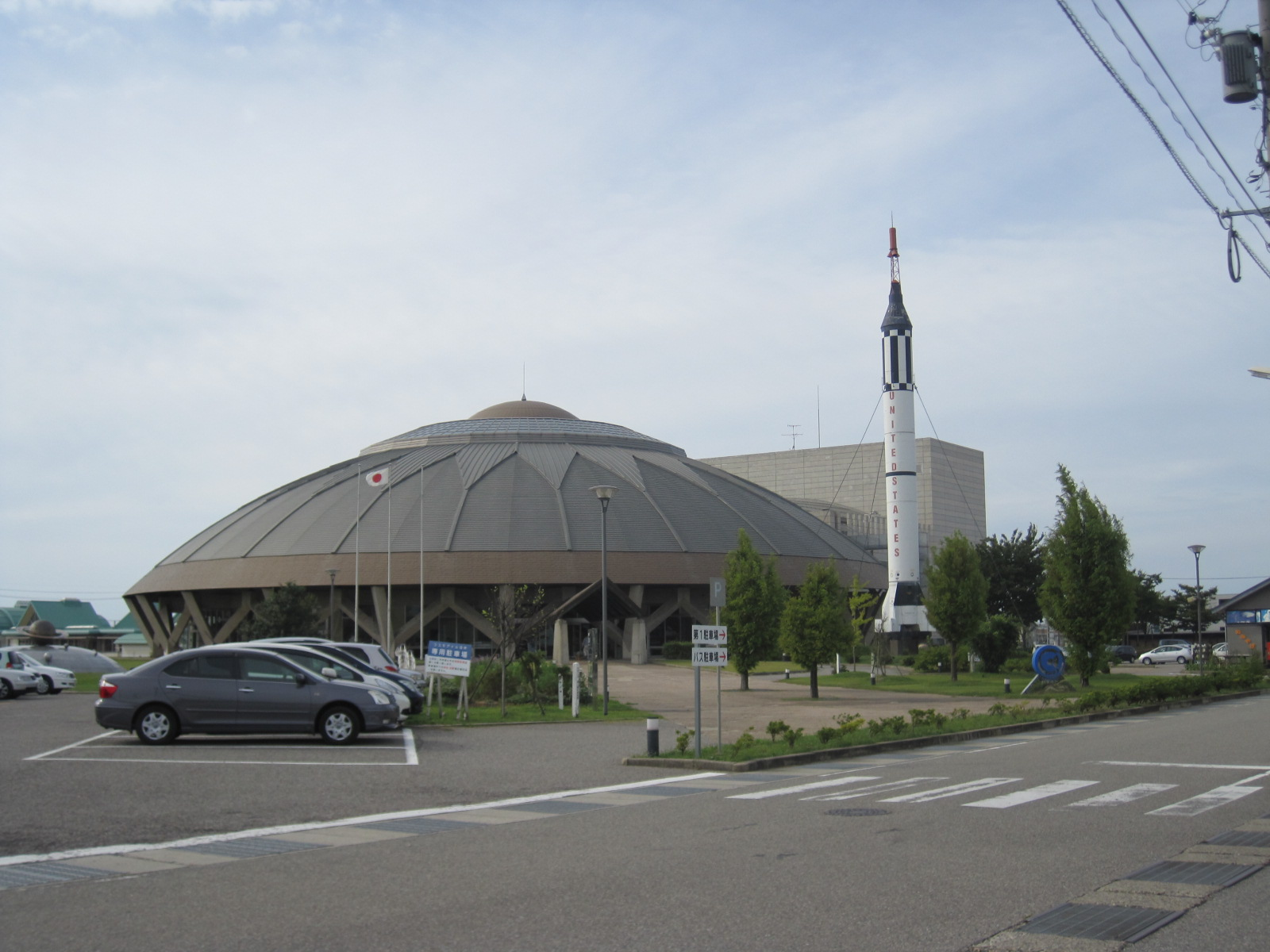
コスモアイル羽咋（2010年9月）
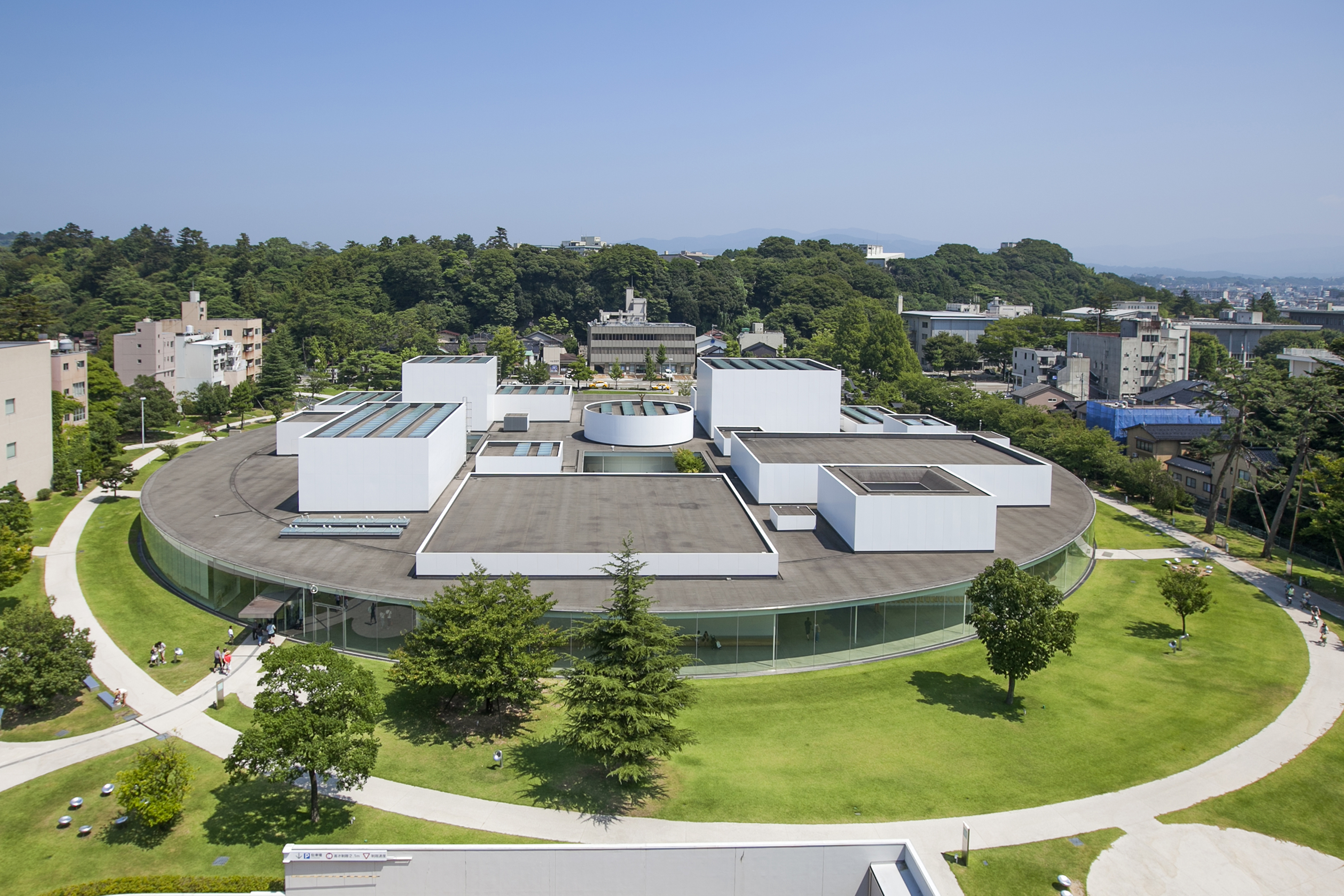
金沢21世紀美術館（2013年8月）
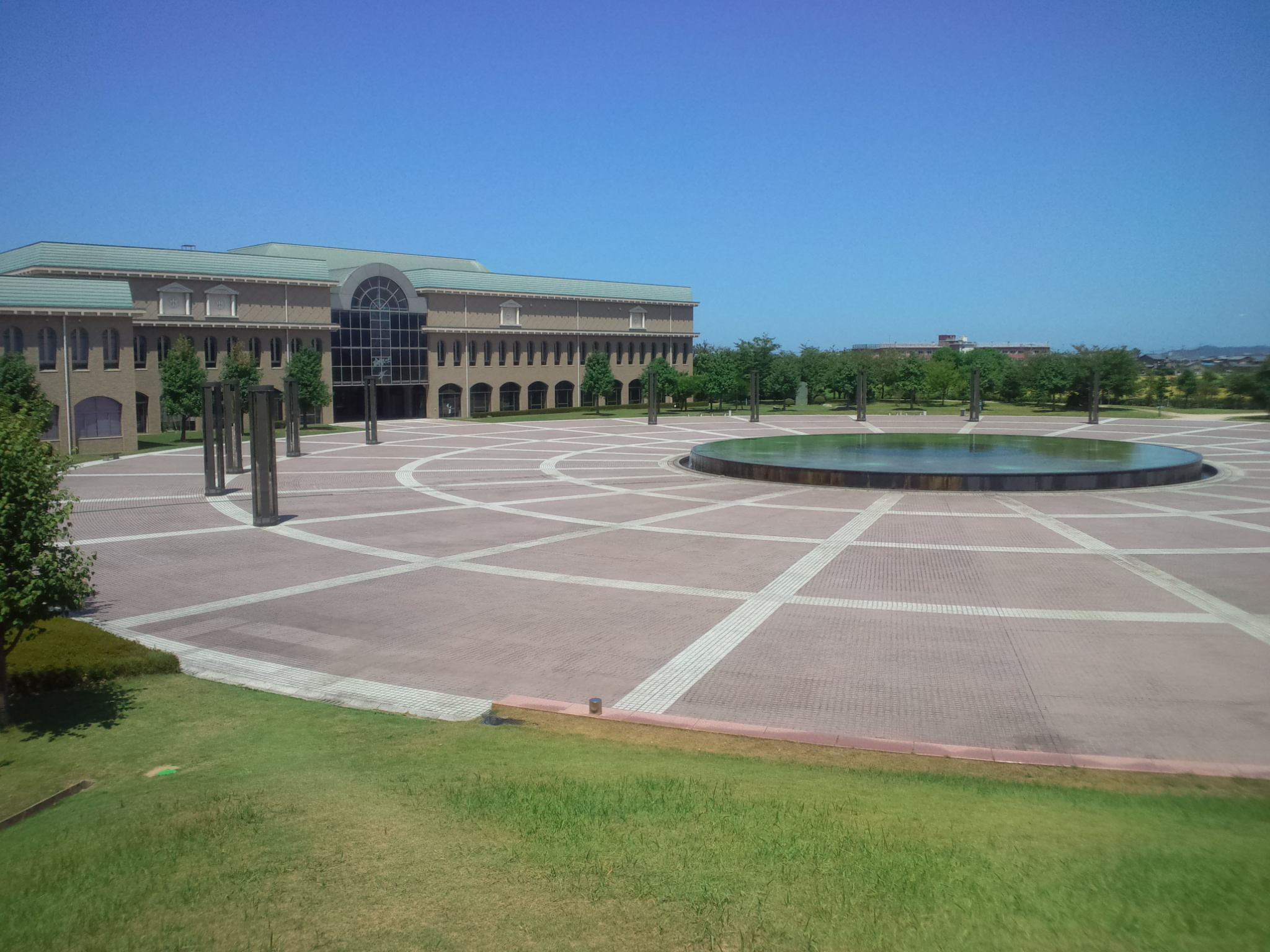
ハートピア春江（2010年8月）
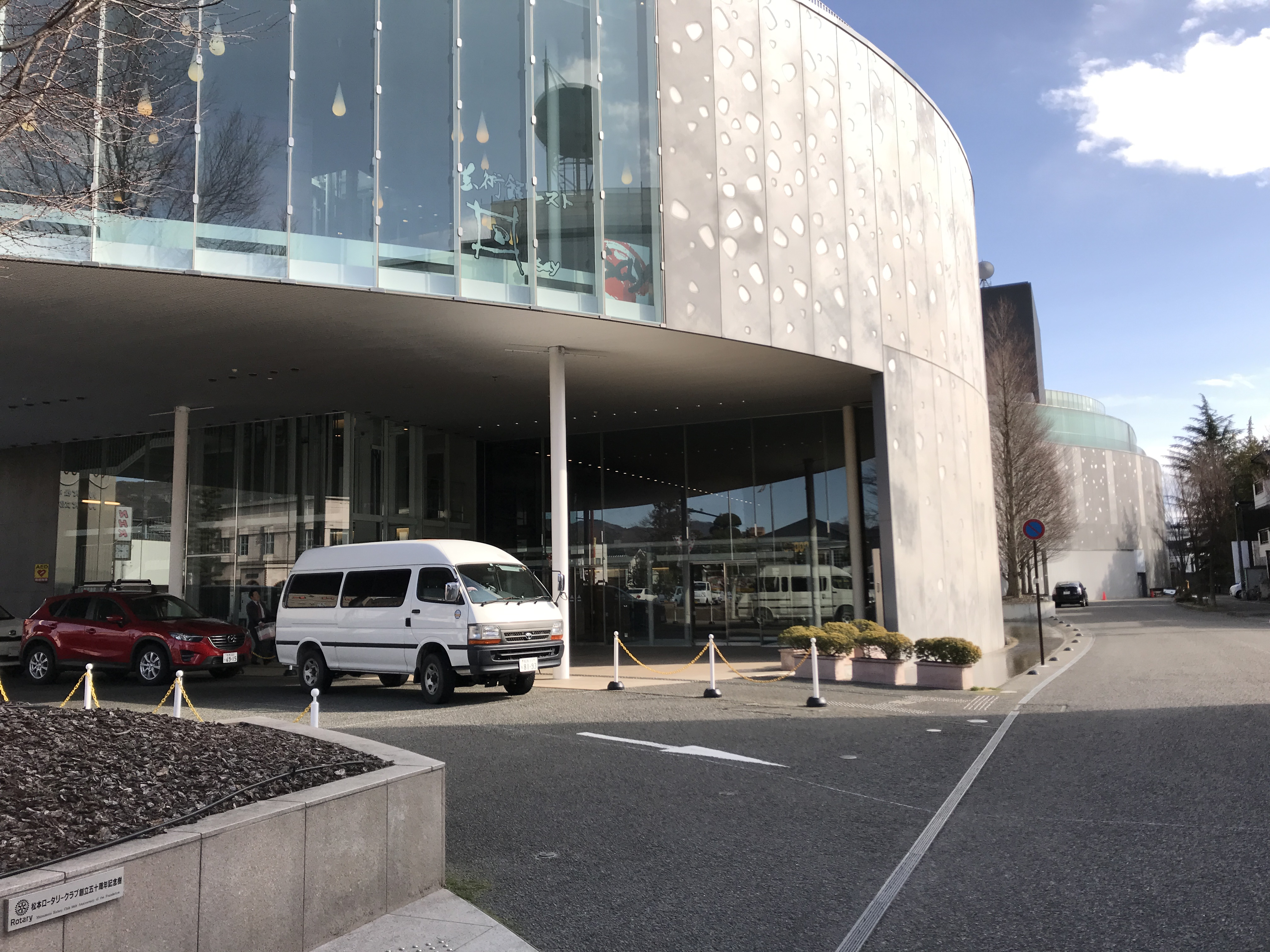
まつもと市民芸術館（2018年3月）
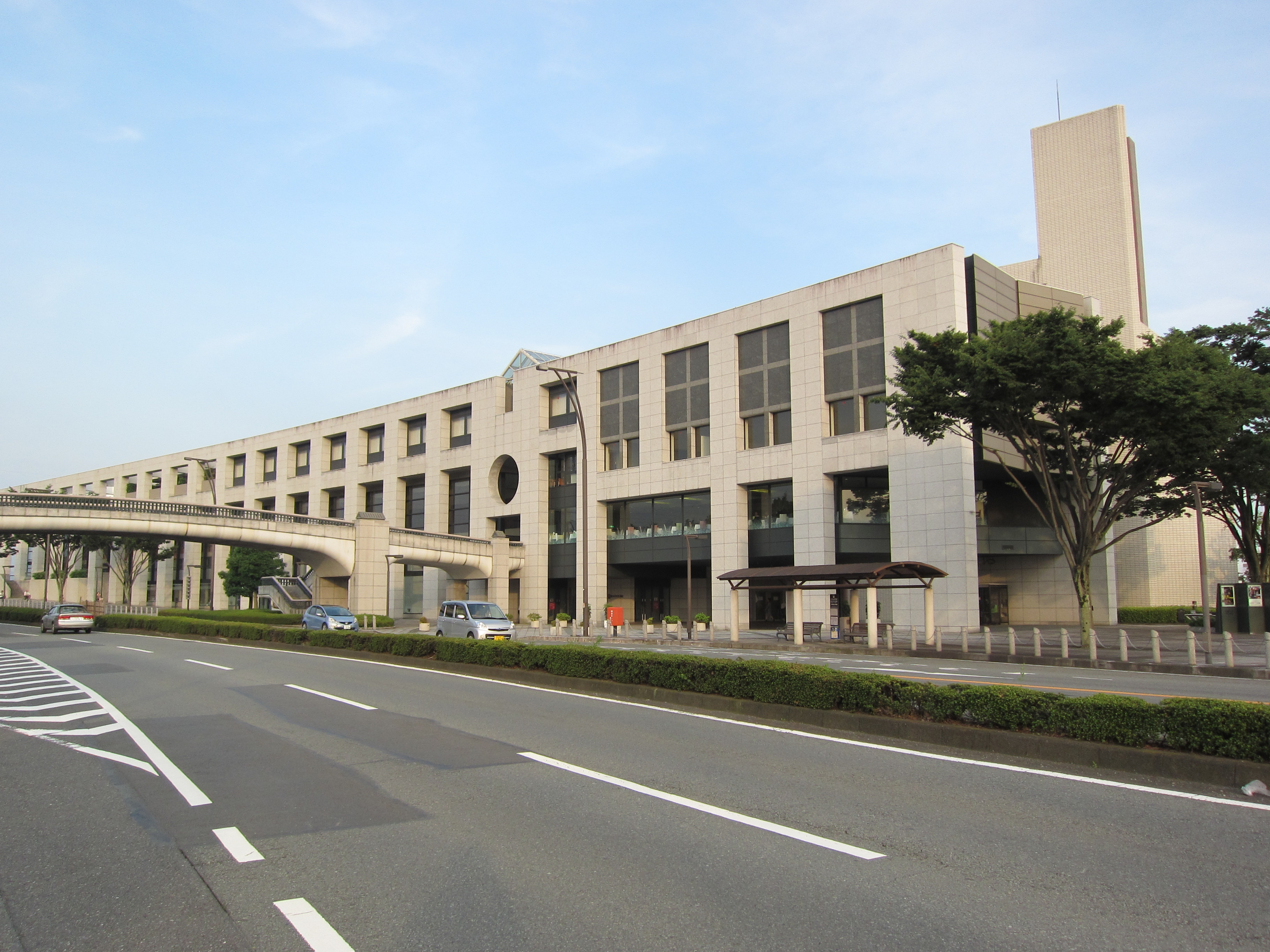
富士市文化会館ロゼシアター（2011年6月）
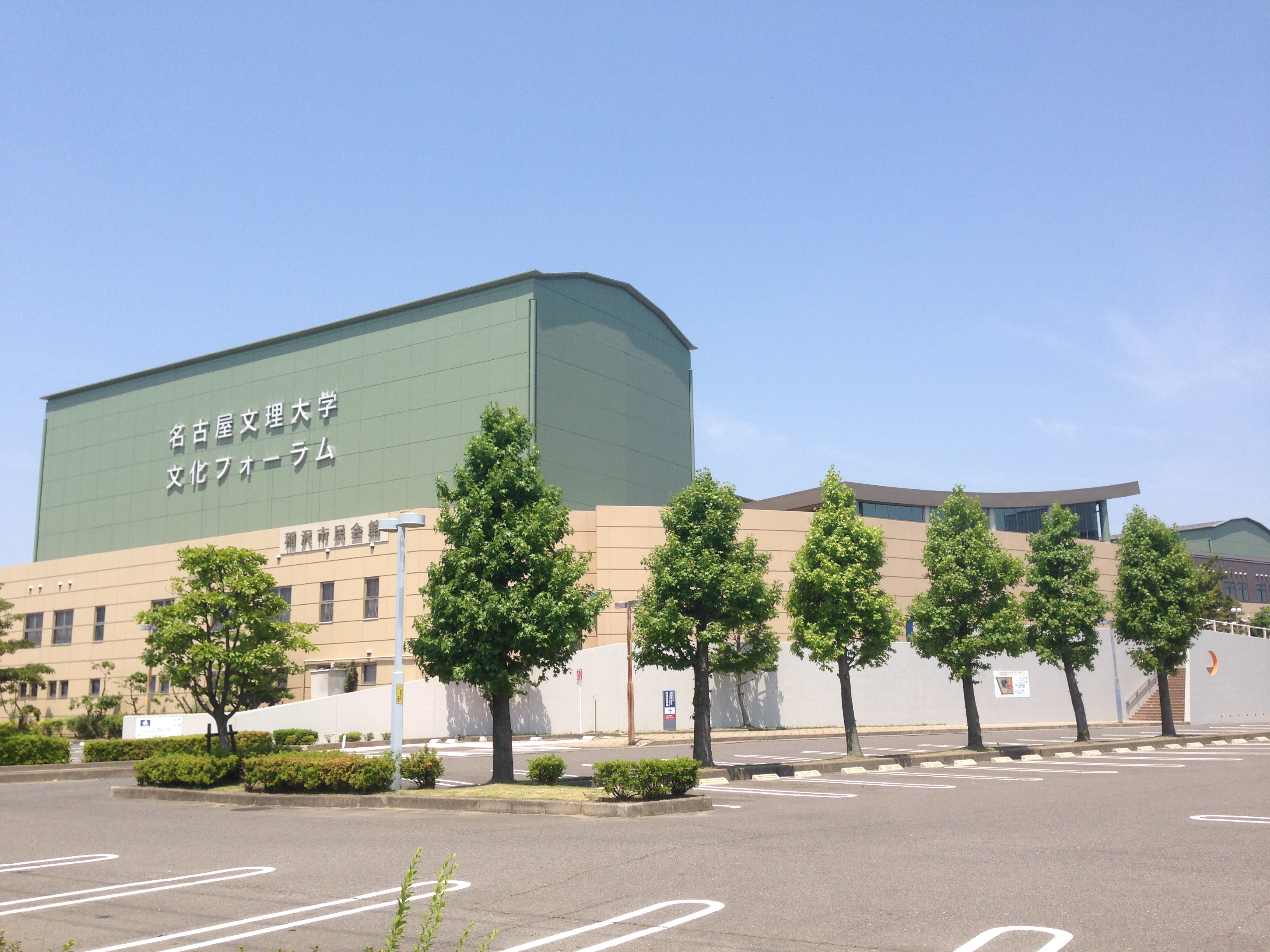
名古屋文理大学文化フォーラム（稲沢市民会館）（2016年5月）
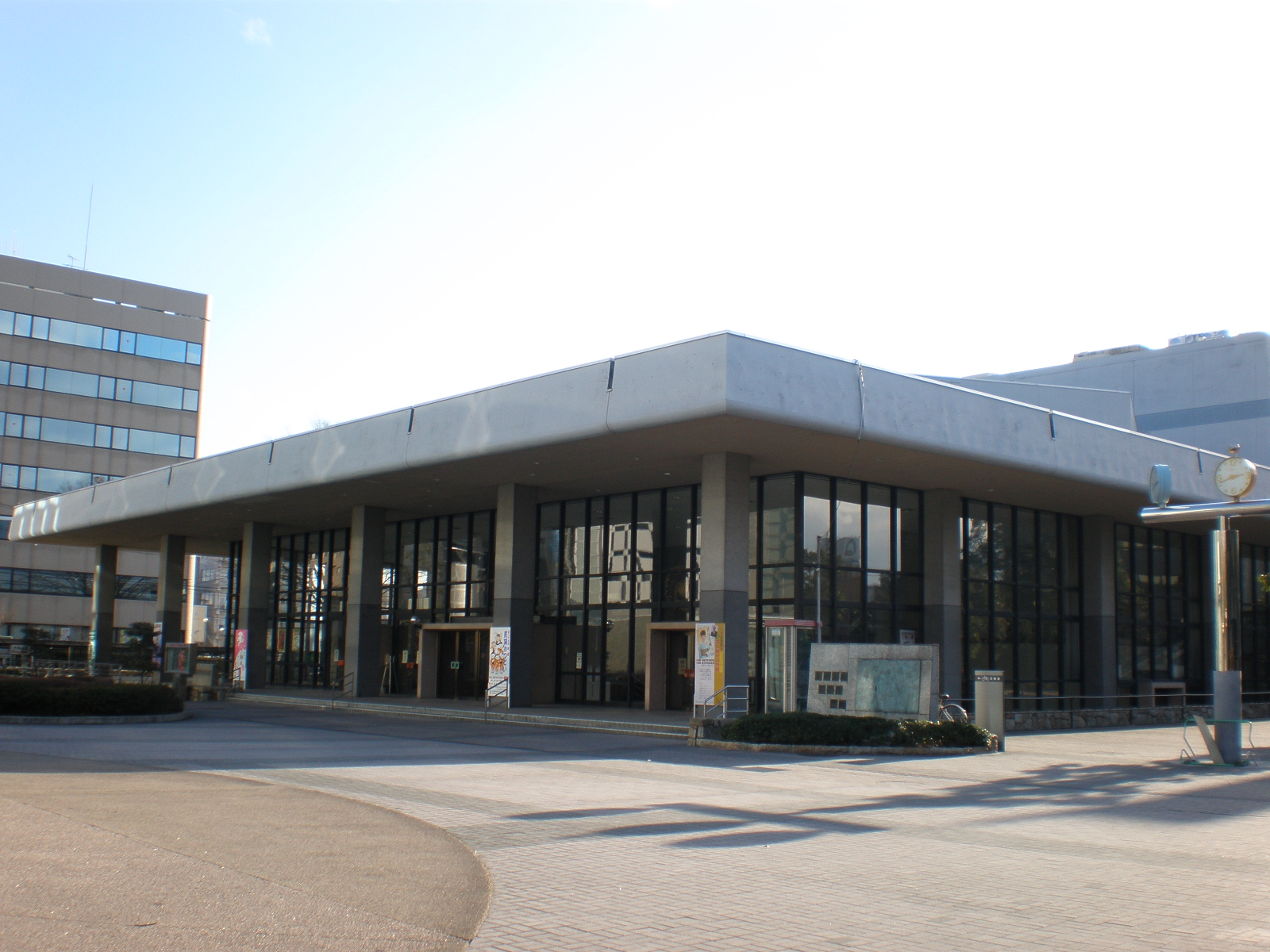
春日井市民会館（2008年12月）
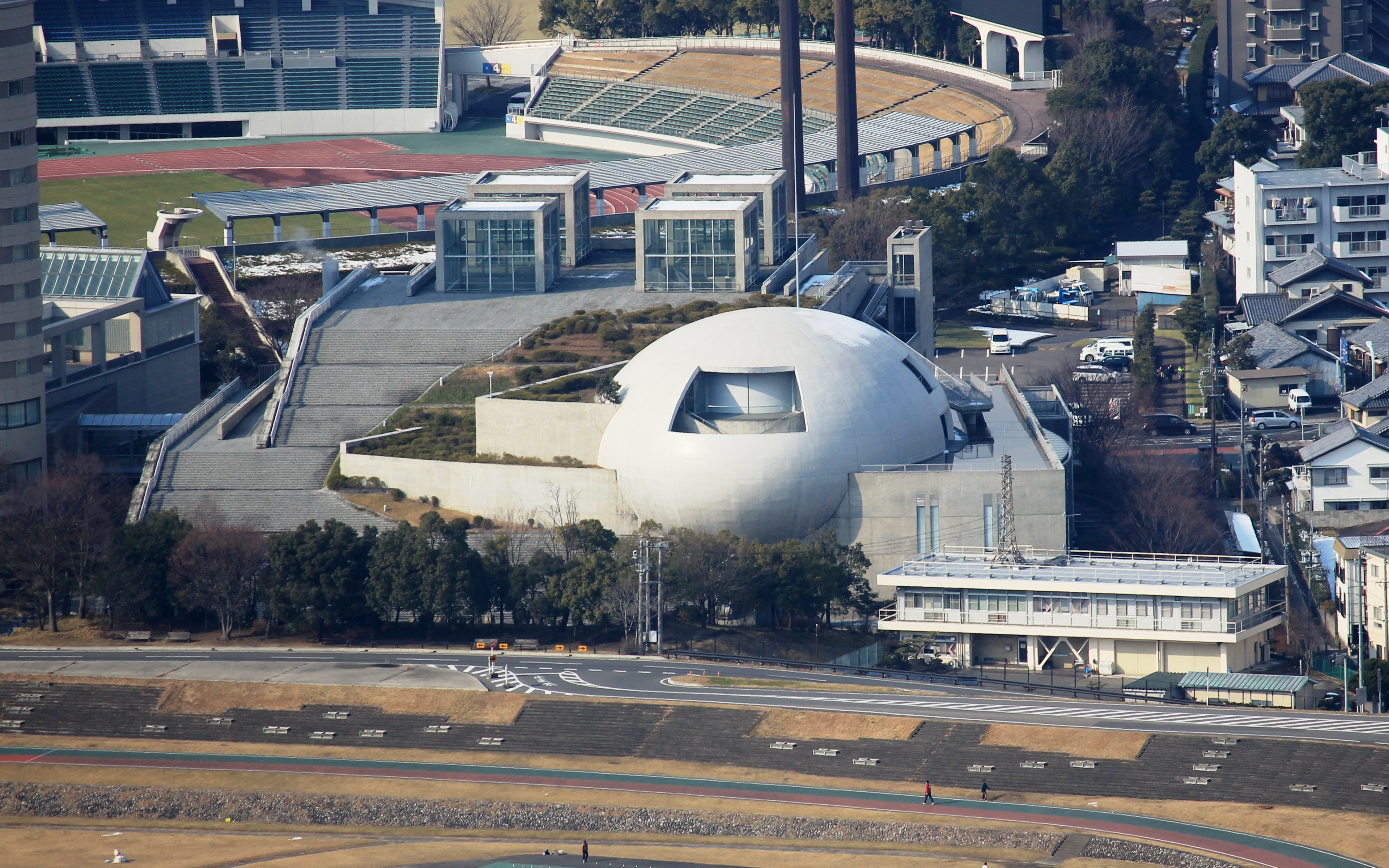
長良川国際会議場（2015年1月）
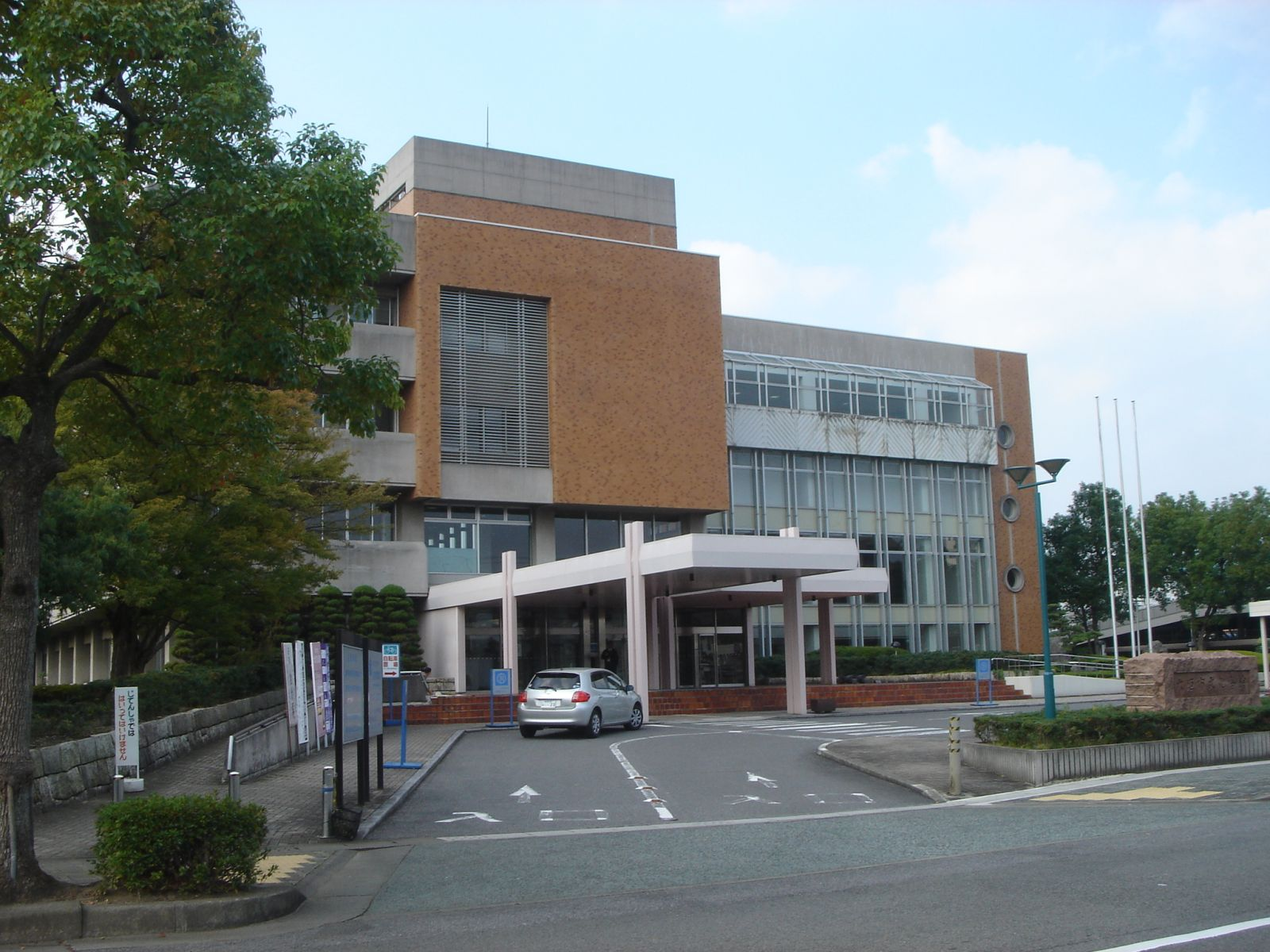
大垣市スイトピアセンター 文化会館（2007年11月）

### 近畿
- 滋賀県立芸術劇場 びわ湖ホール（滋賀県大津市）
- 国立京都国際会館（京都市左京区）
- やまと郡山城ホール（奈良県大和郡山市）
- 吹田市文化会館・メイシアター（大阪府吹田市）
- サンケイホールブリーゼ（大阪市北区）
- フェスティバルホール（大阪市北区）
- NHK大阪ホール（大阪市中央区）
- なんばHatch（大阪市浪速区）
- 大阪市立阿倍野区民センター（大阪市阿倍野区）[6]
- 八尾市文化会館・プリズムホール（大阪府八尾市）
- 貝塚市民文化会館・コスモスシアター（大阪府貝塚市）
- 兵庫県立尼崎青少年創造劇場・ピッコロシアター（兵庫県尼崎市）
- 尼崎市総合文化センター・アルカイックホール（兵庫県尼崎市）
- 兵庫県立芸術文化センター（兵庫県西宮市）[3]
- 神戸国際会館こくさいホール（神戸市中央区）
- たんば田園交響ホール（兵庫県丹波篠山市）
- 加古川ウェルネスパーク アラベスクホール（兵庫県加古川市）
- 枚方市総合文化芸術センター（大阪府枚方市）

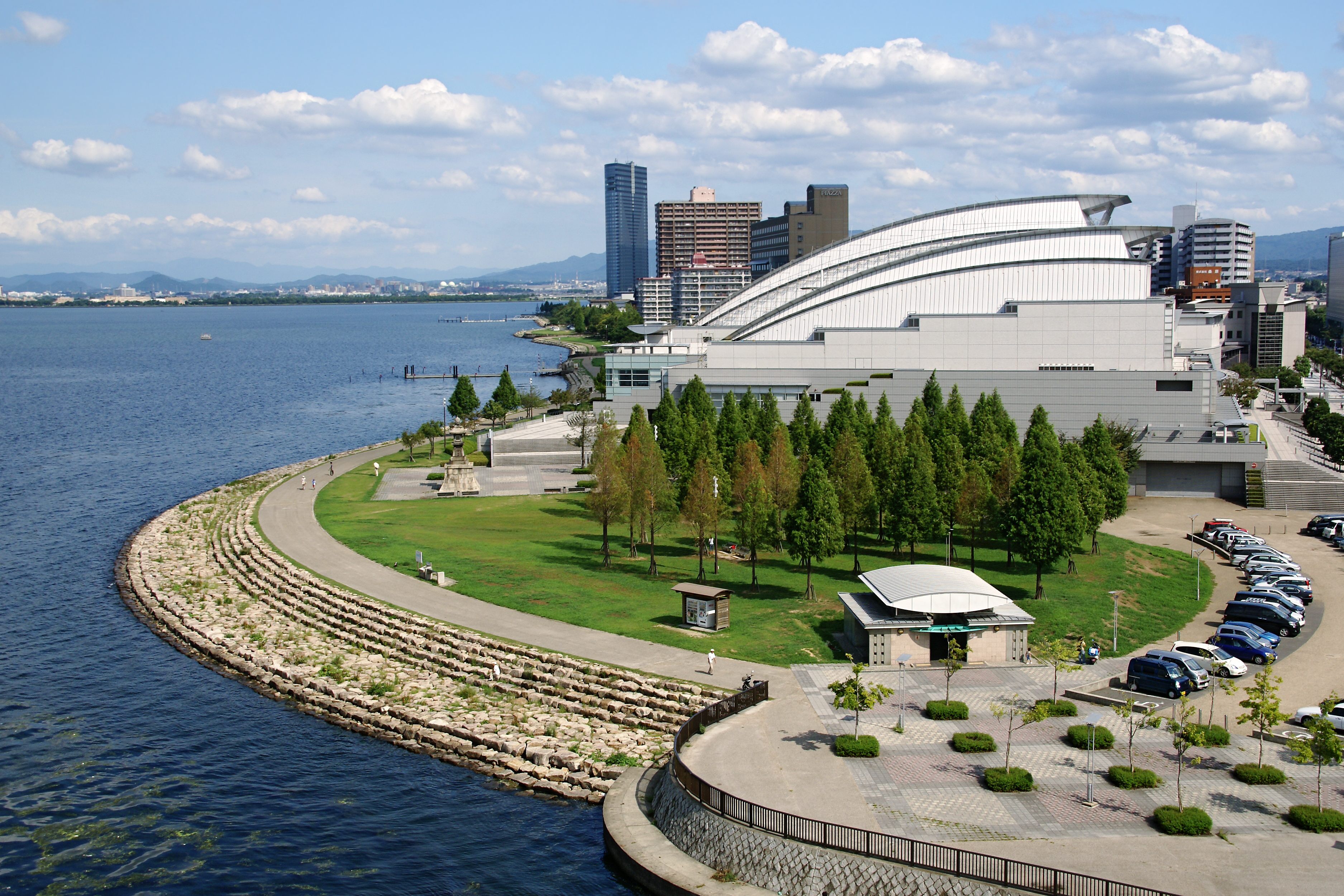
滋賀県立芸術劇場 びわ湖ホール（2007年9月）
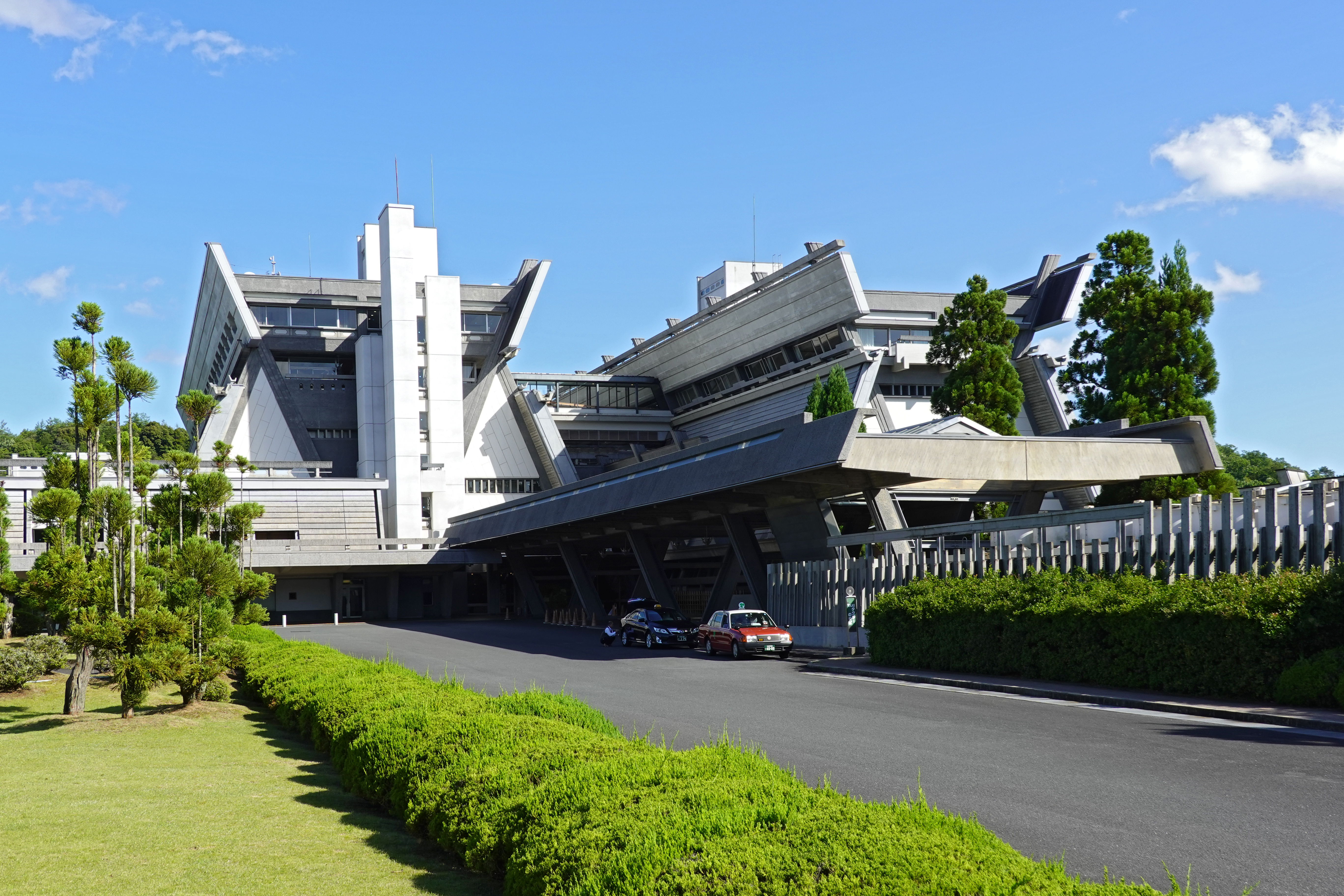
国立京都国際会館（2023年6月）
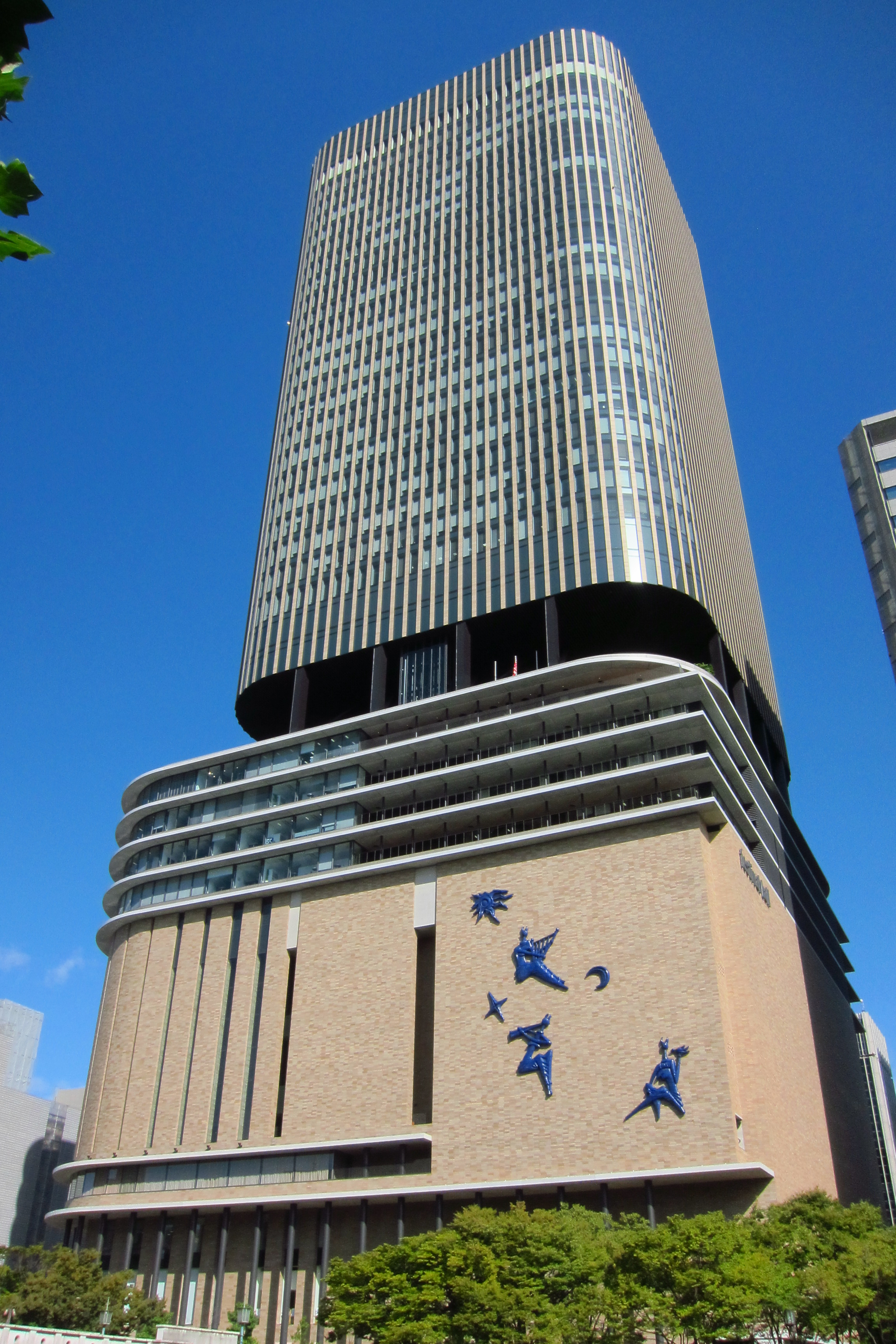
中之島フェスティバルタワー（2013年9月）
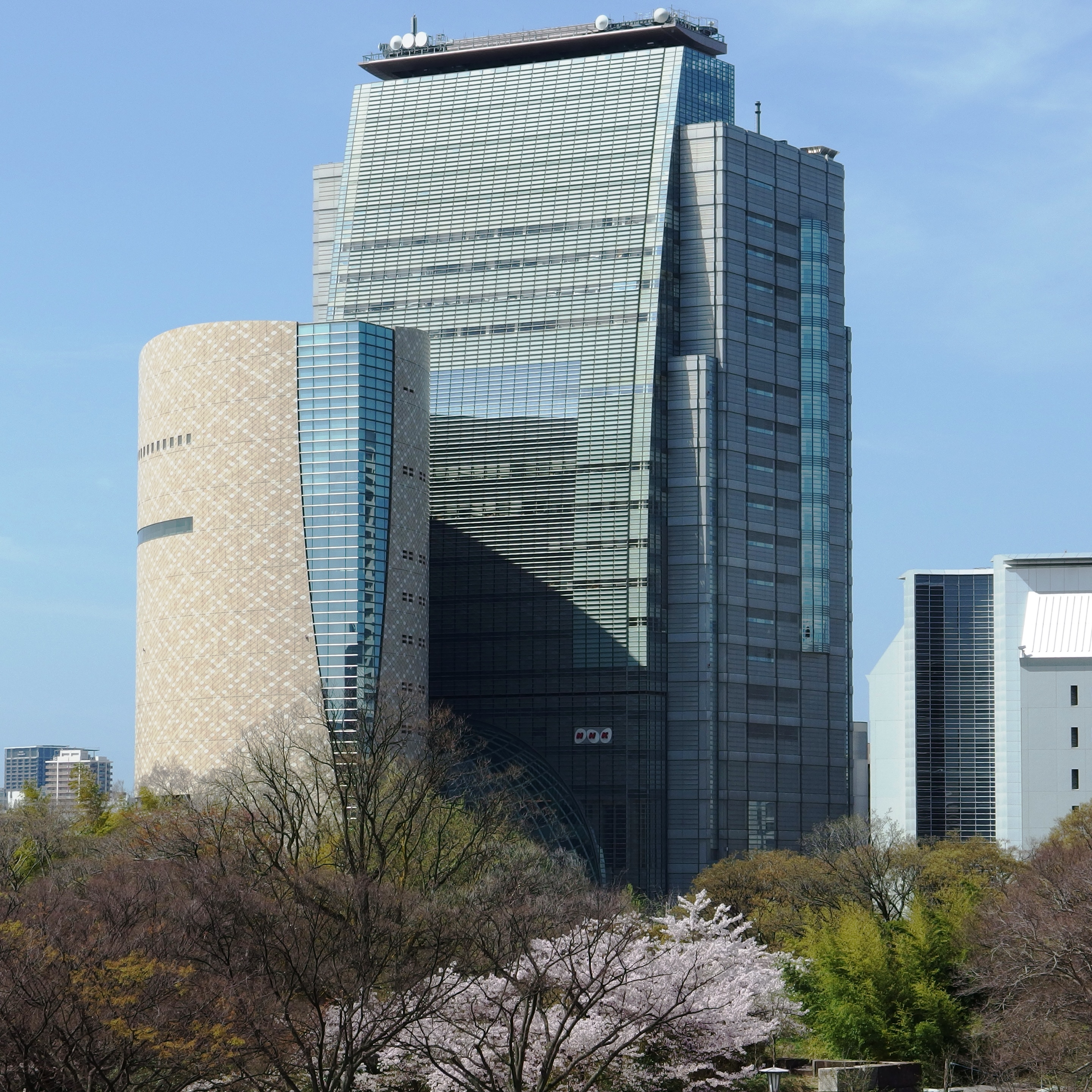
大阪放送会館（NHK大阪放送局）（2015年4月）
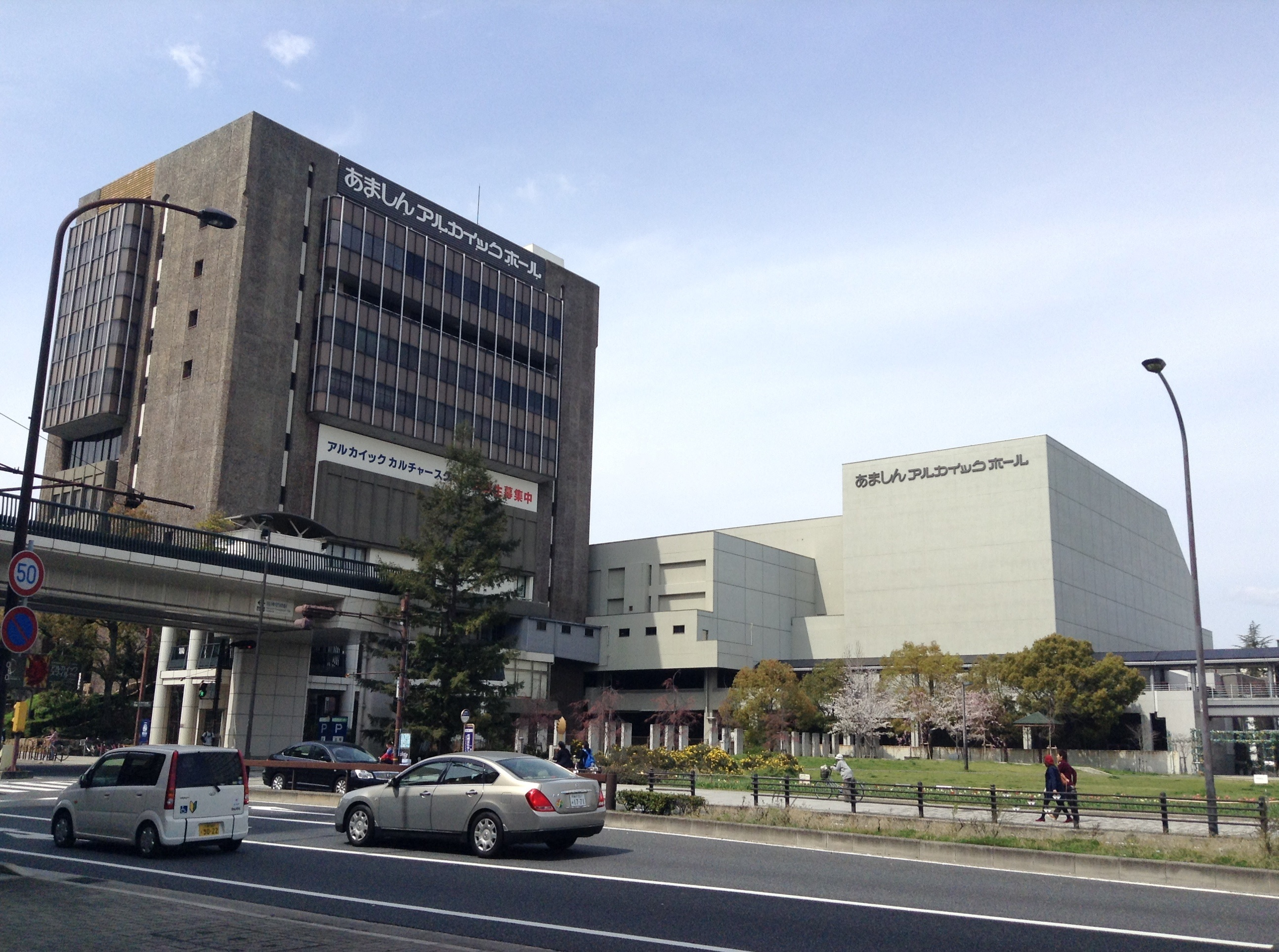
あましんアルカイックホール（尼崎市総合文化センター）（2014年4月）
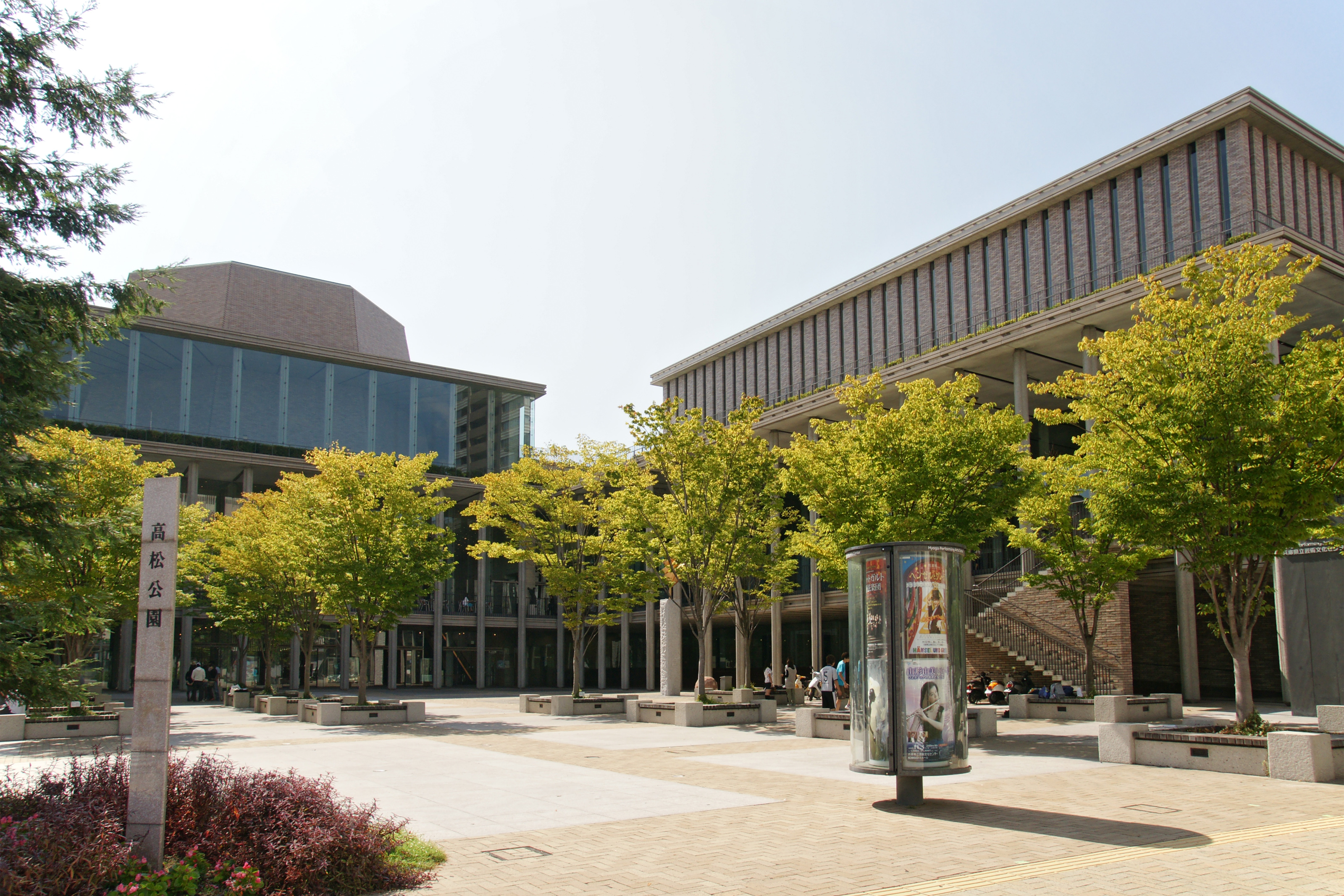
兵庫県立芸術文化センター（2009年10月）
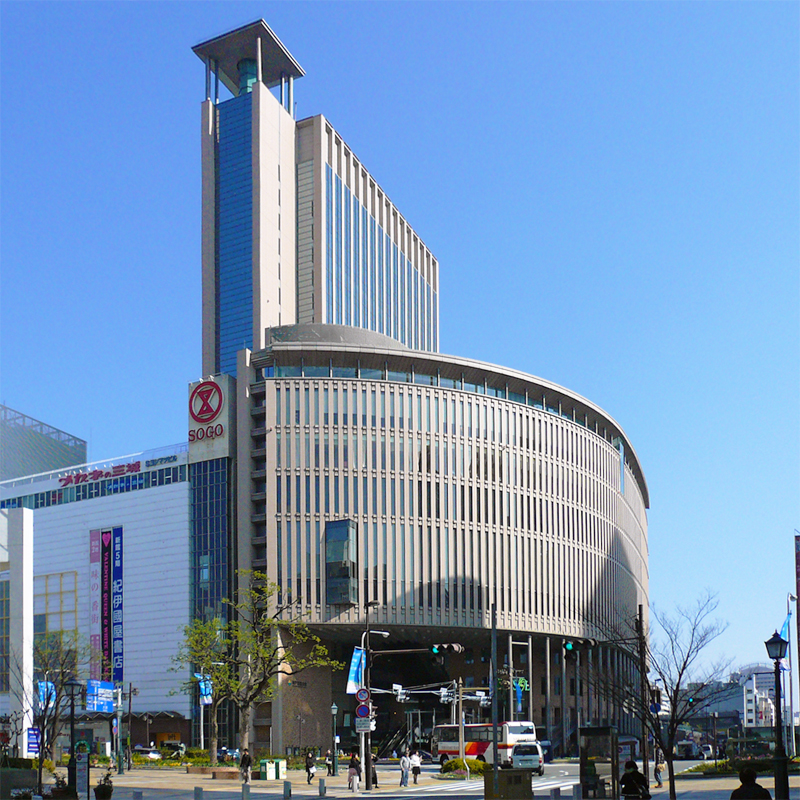
神戸国際会館（2007年2月）
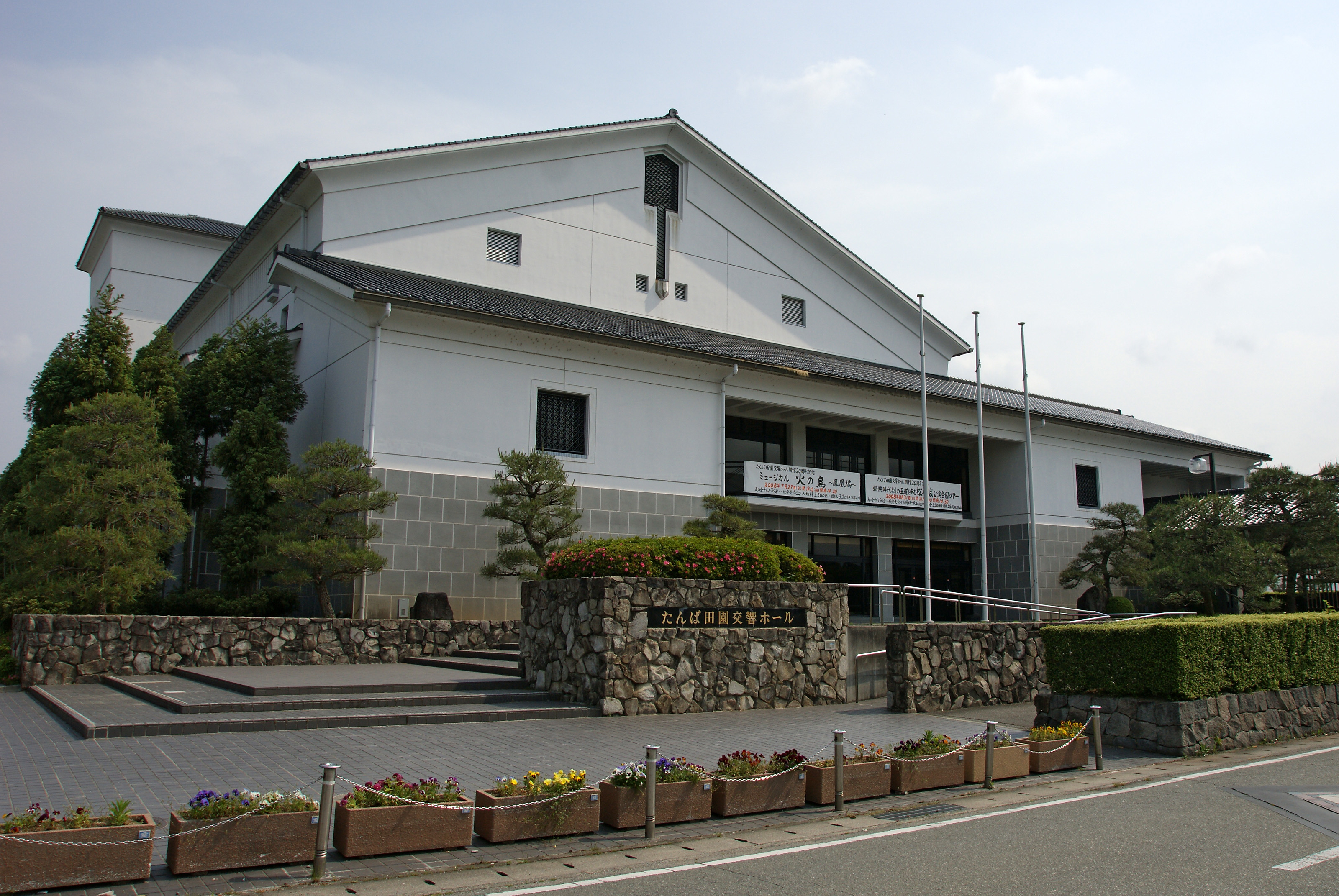
たんば田園交響ホール（2008年5月）

### 中国・四国
- 山口情報芸術センター（山口県山口市）

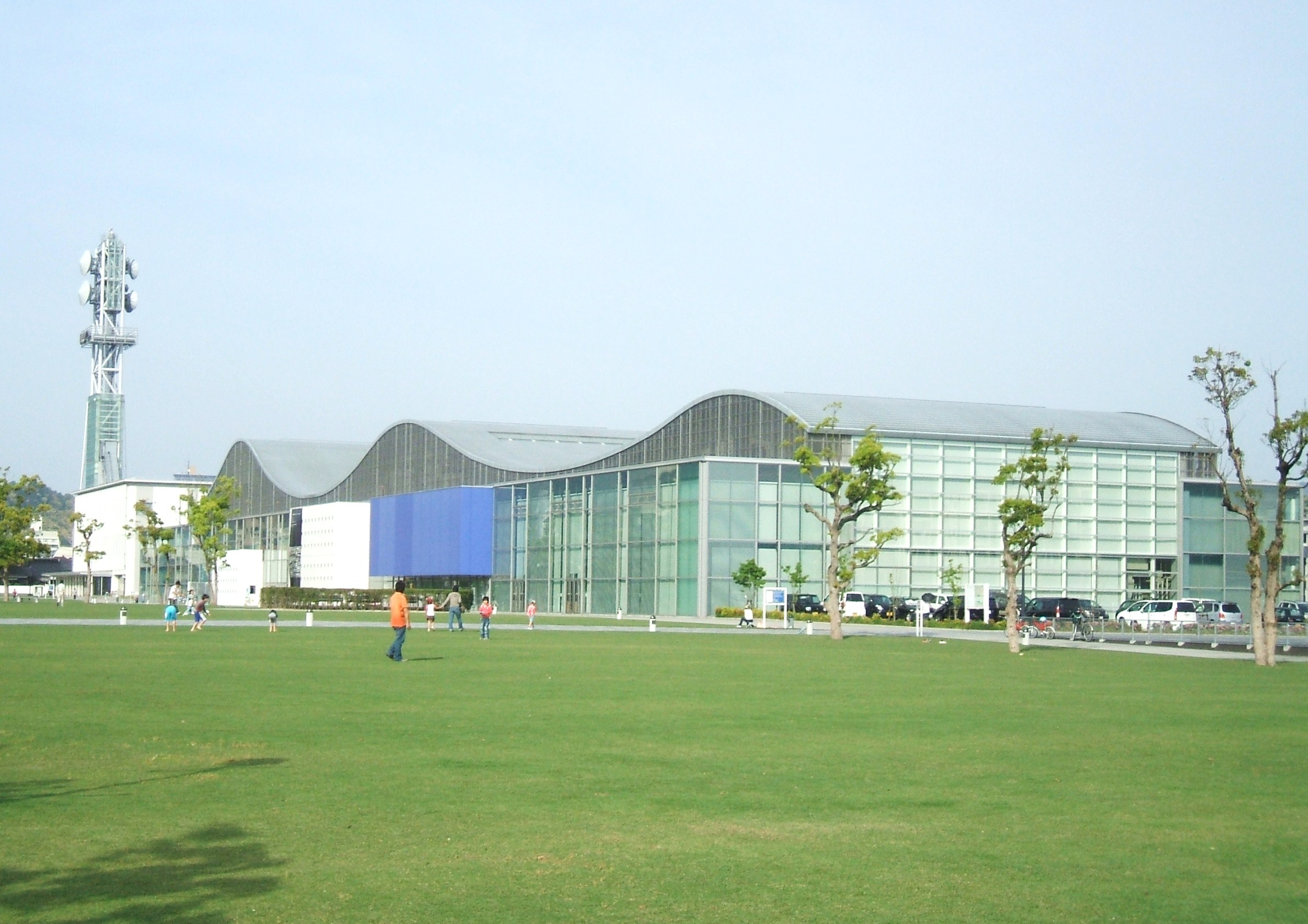
山口情報芸術センター（2008年5月）

### 九州・沖縄
- 北九州芸術劇場（福岡県北九州市小倉北区）
- 福岡市民会館（福岡市中央区）2025年3月閉館済
- 武雄市文化会館（佐賀県武雄市）
- 熊本県立劇場（熊本市中央区）
- 九重文化センター（大分県玖珠郡九重町）
- 宮崎県立芸術劇場（宮崎県宮崎市）
- 都城市ウエルネス交流プラザ（宮崎県都城市）
- 霧島国際音楽ホール（鹿児島県霧島市）
- 沖縄市民小劇場あしびなー（沖縄県沖縄市）

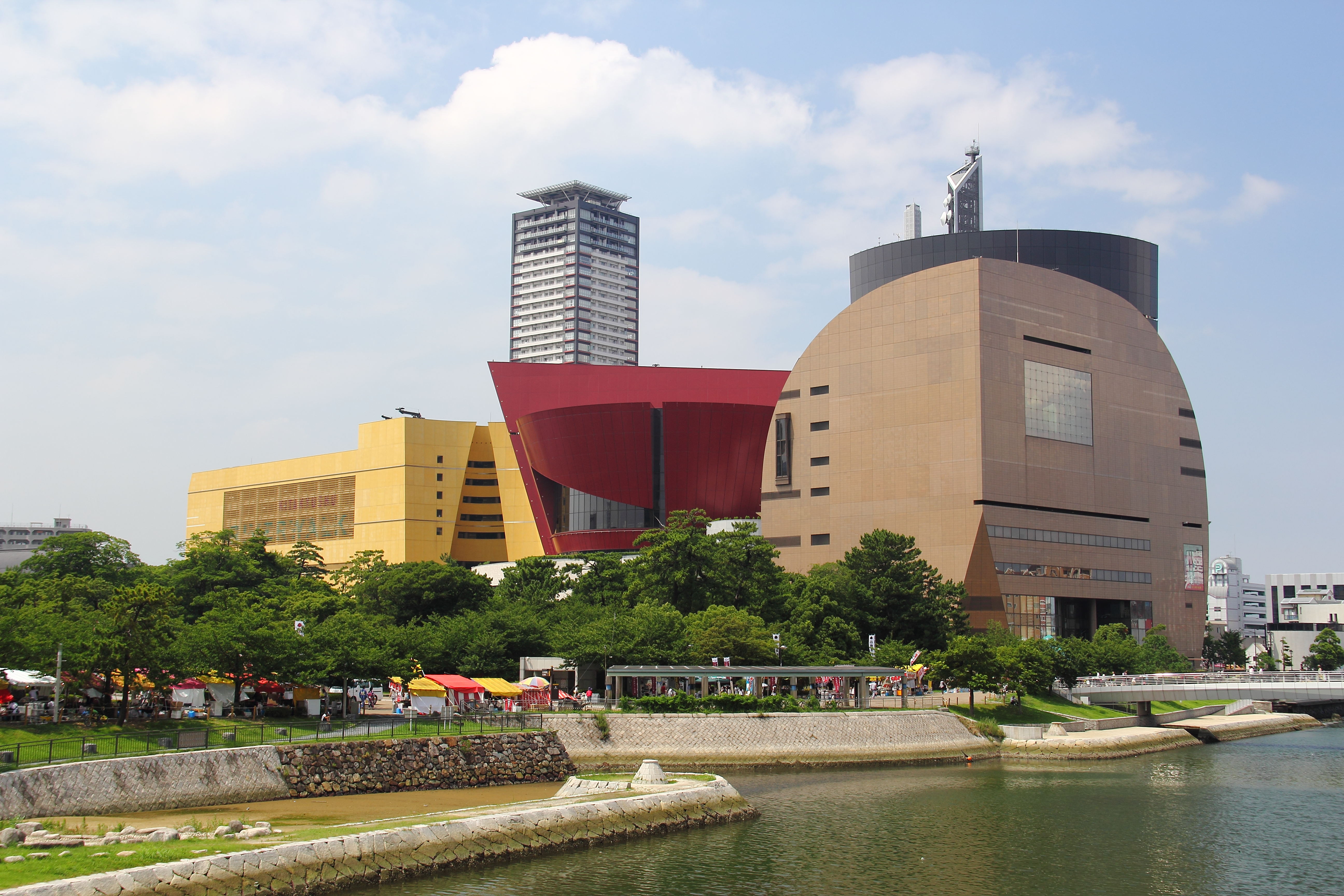
リバーウォーク北九州（2013年7月）
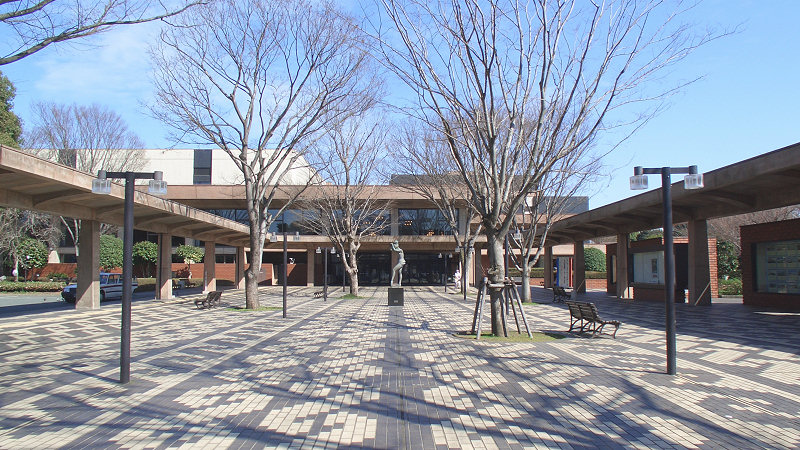
熊本県立劇場（2007年3月）
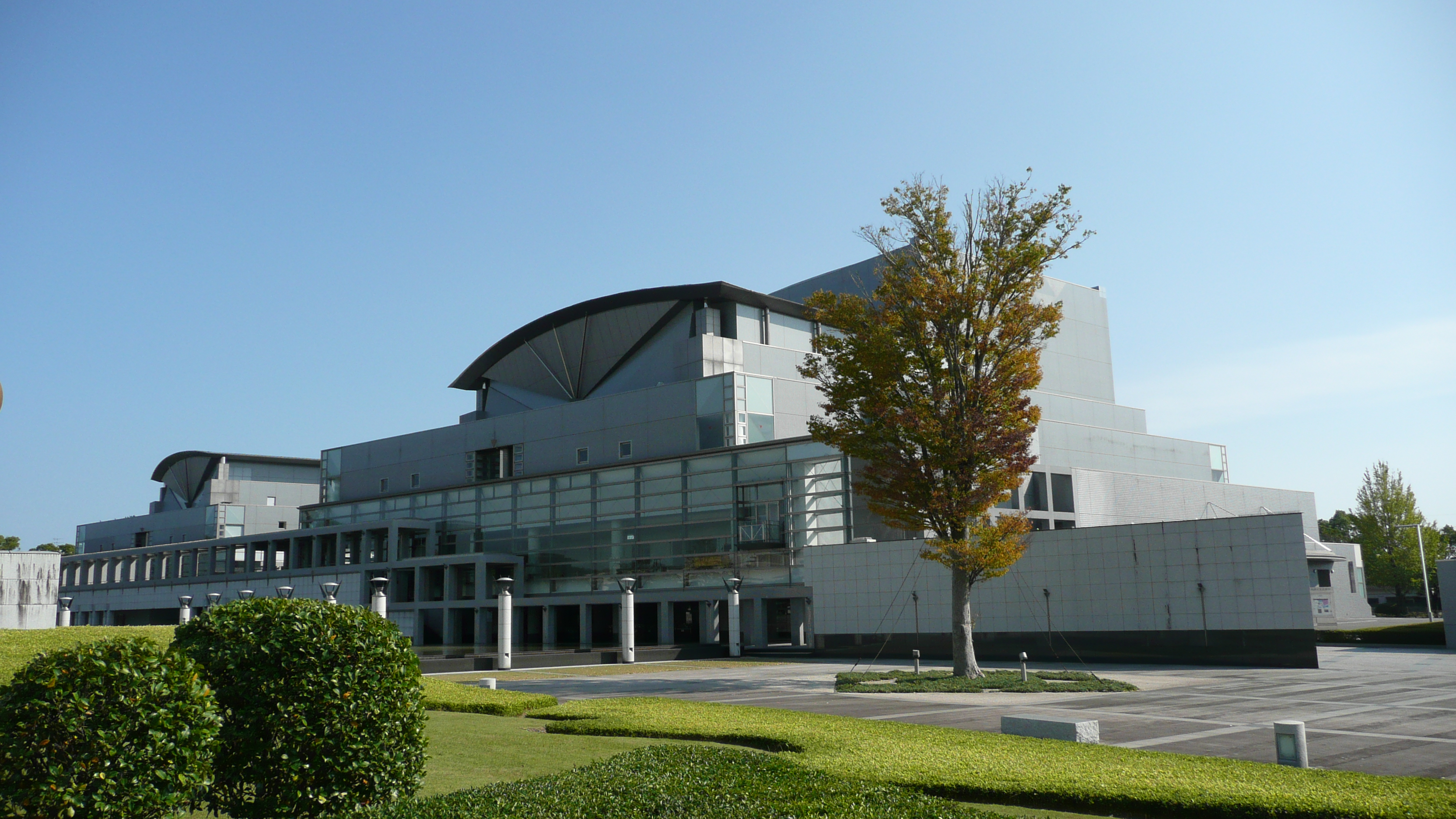
メディキット県民文化センター（宮崎県立芸術劇場）（2007年10月）
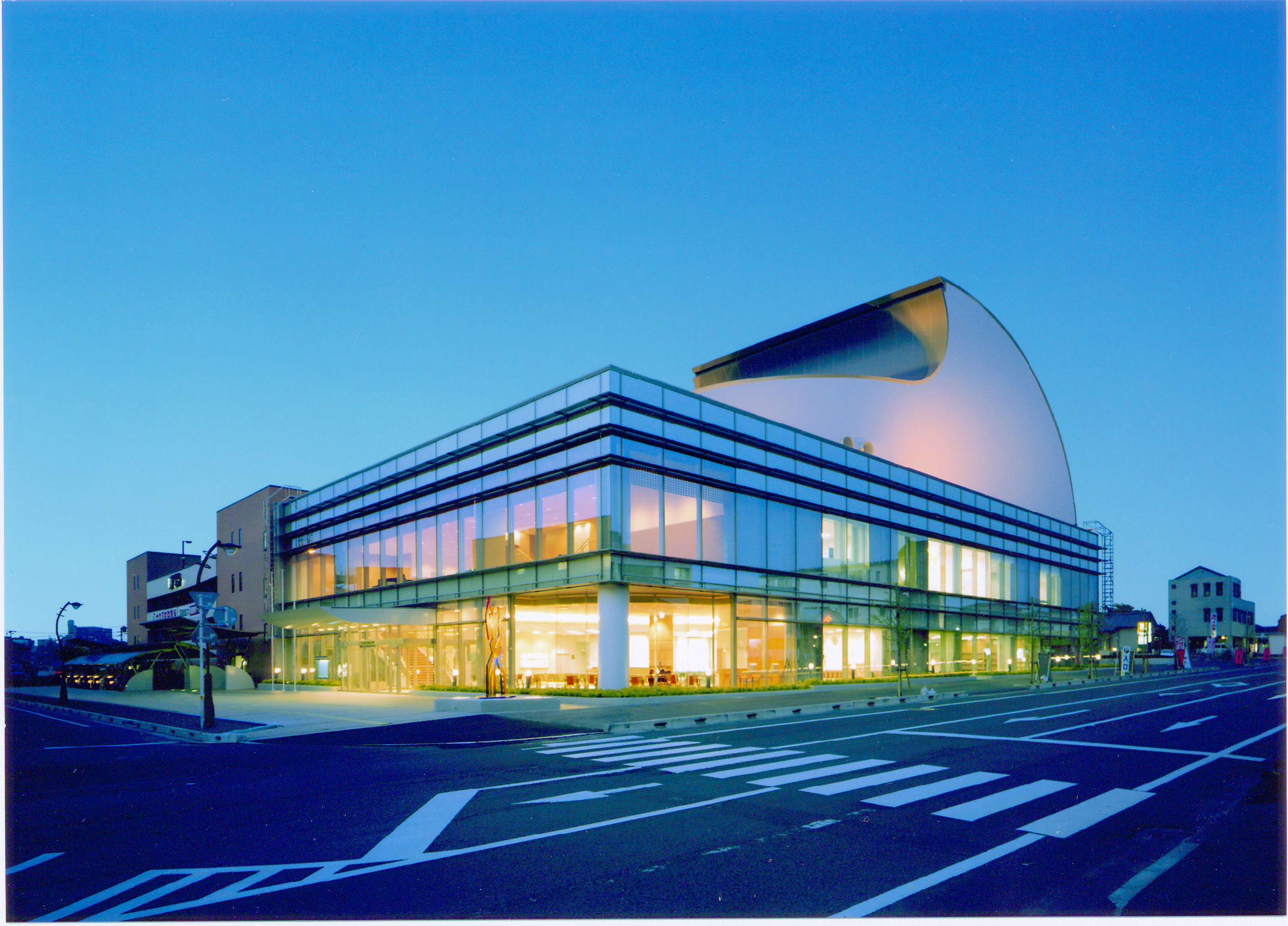
都城市ウエルネス交流プラザ（ムジカホール）
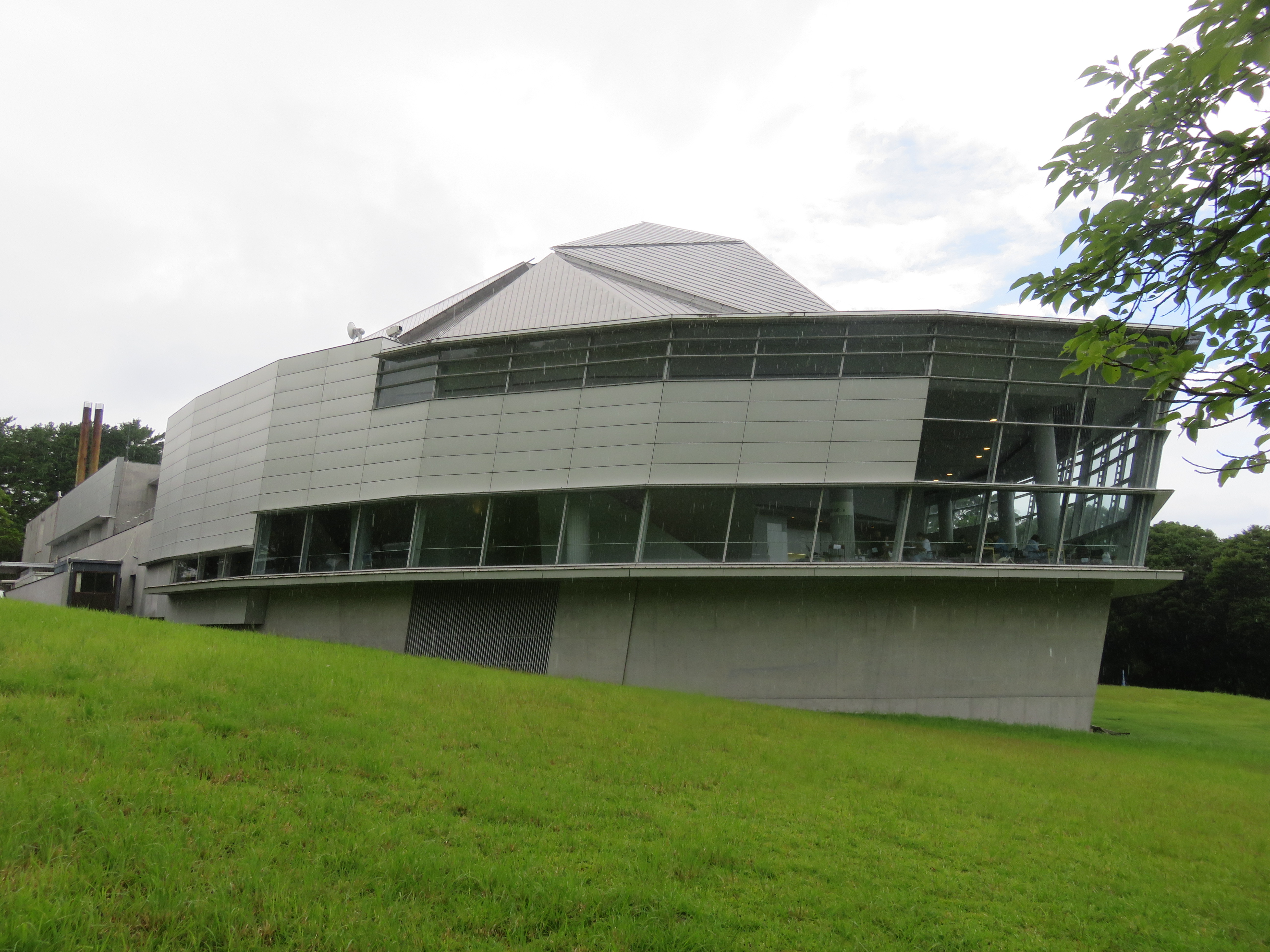
霧島国際音楽ホール（みやまコンセール）